# 波斯波利斯
波斯波利斯（Persepolis /pərˈsɛpəlɪs/，羅馬化：Pārsa，羅馬化：Takht-e Jamshīd，直译：「贾姆希德的王座」），也譯為波斯城，位於伊朗境內的设拉子东北60公里處，曾經是波斯帝國禮儀上的首都，该城的名字在古波斯语中的含义为“波斯人的城市”。這座城市在公元前331年被亞歷山大大帝征服，所有木造部分被焚燒殆盡。此處在公元1979年被聯合國列入世界文化遺產。

## 地名来源
Persepolis一词源自古希臘語：，羅馬化：Persepolis，是Πέρσης（Pérsēs）和πόλις（pólis）混合而成，意思是“波斯城市”或“波斯人的城市”。在古代波斯人中，這座城市被稱為Pārsa，也就是波斯。

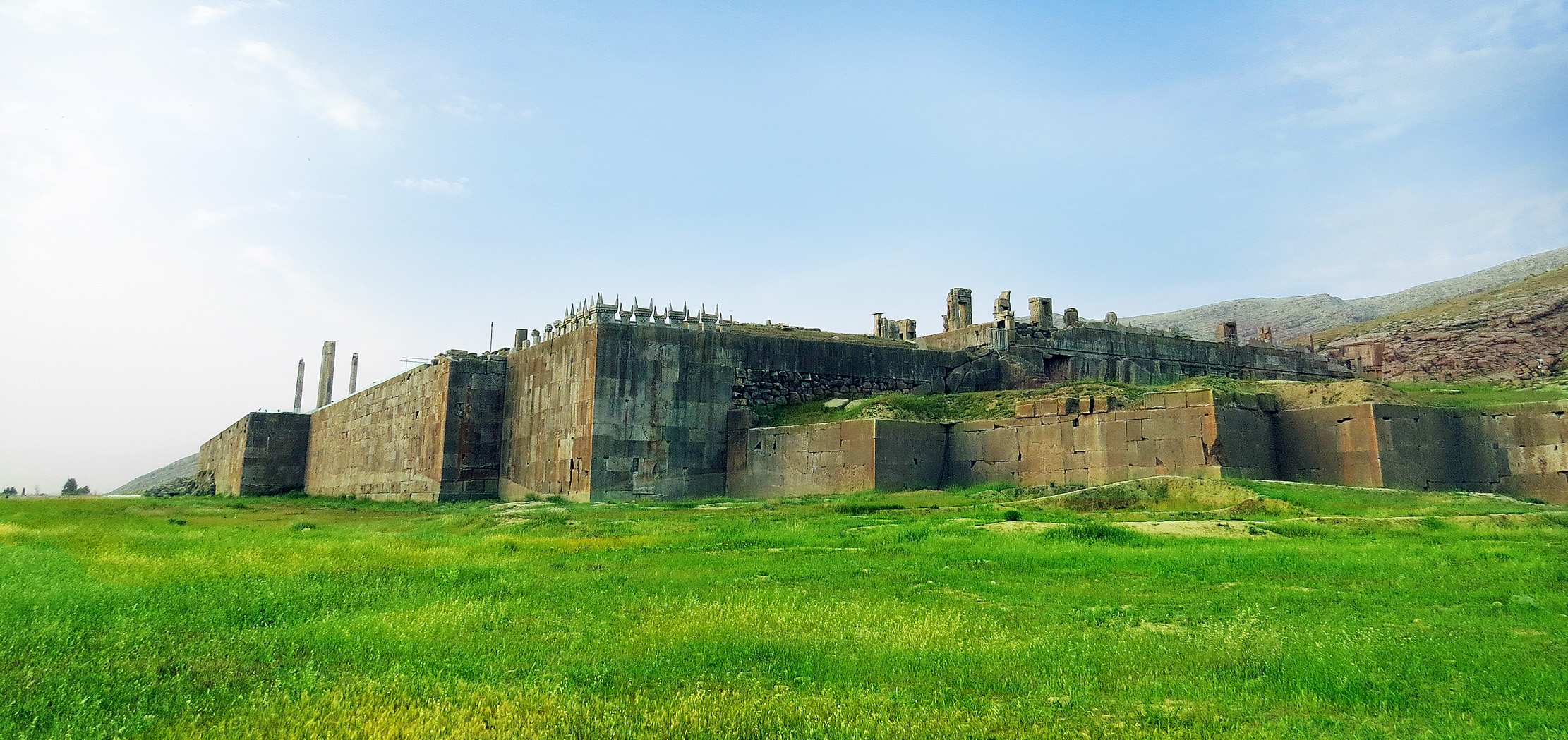
波斯波利斯與典型阿契美尼德城市一樣，建立在半人工平台之上。

薩珊王朝王子沙普爾·薩坎沙（荷姆茲二世之子）於公元311年留下的銘文稱這個遺址為 Sad-stūn，意為“一百個支柱”。中世紀的波斯人认为遺址属于波斯神話中的國王賈姆希德，所以把它稱為塔赫特贾姆希德（波斯語：تخت جمشید，Taxt e Jamšīd；[ˌtæxtedʒæmˈʃiːd]），意为“賈姆希德的王座”。这座遺址在中世紀時又被称为ČehelMenār，意为“四十座尖塔”。

## 地理
波斯波利斯靠近一条小河：普爾瓦爾河（普爾瓦爾河流入庫爾河（Kor River））。
波斯波利斯有個佔地125,000平方米的平台，平台有部分由人工搭建，有部分是鑿山而成，其東側靠著Rahmat山。其他三面為擋土牆，擋土牆的高度隨地面的坡度而變化。一個雙台階從西側上升到5-13米（16-43英尺），然後緩緩傾斜到頂部。凹陷處用泥土和厚重岩石填實，建造成一個平台，岩石間利用金屬扣住連接，以求牢靠。

## 歷史
考古證據顯示波斯波利斯最早的時期可追溯到公元前515年。法國考古學家安德烈·戈達德（AndréGodard）於1930年代初開始在此地發掘，他認為地點是居魯士大帝所選擇，而台地和宮殿的建造是由大流士一世開始。此地建築物上的銘文支持城市是由大流士一世建造的說法。
波斯統治權傳到大流士一世的時候，波斯波利斯可能是在這段期間成為波斯的首都。但是，這座城市地處偏遠山區，因此對帝國統治者來說並不方便。當時帝國真正的首都是蘇薩、巴比倫和埃克巴坦那。也許這就是直到亞歷山大大帝佔領並掠奪這個城市的時候，希臘人才開始認識這座城市的原因。

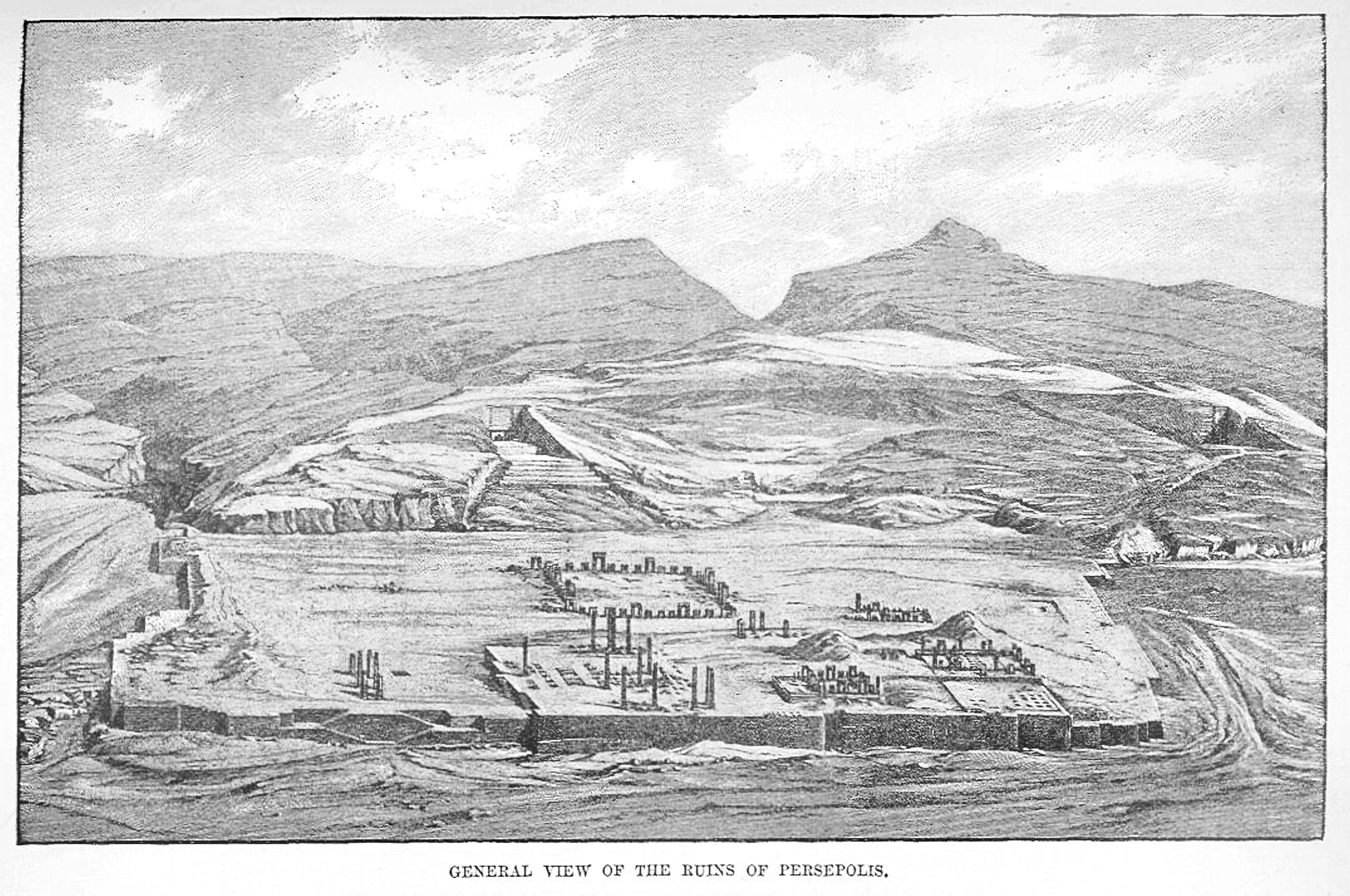
波斯波利斯遺跡全視圖。

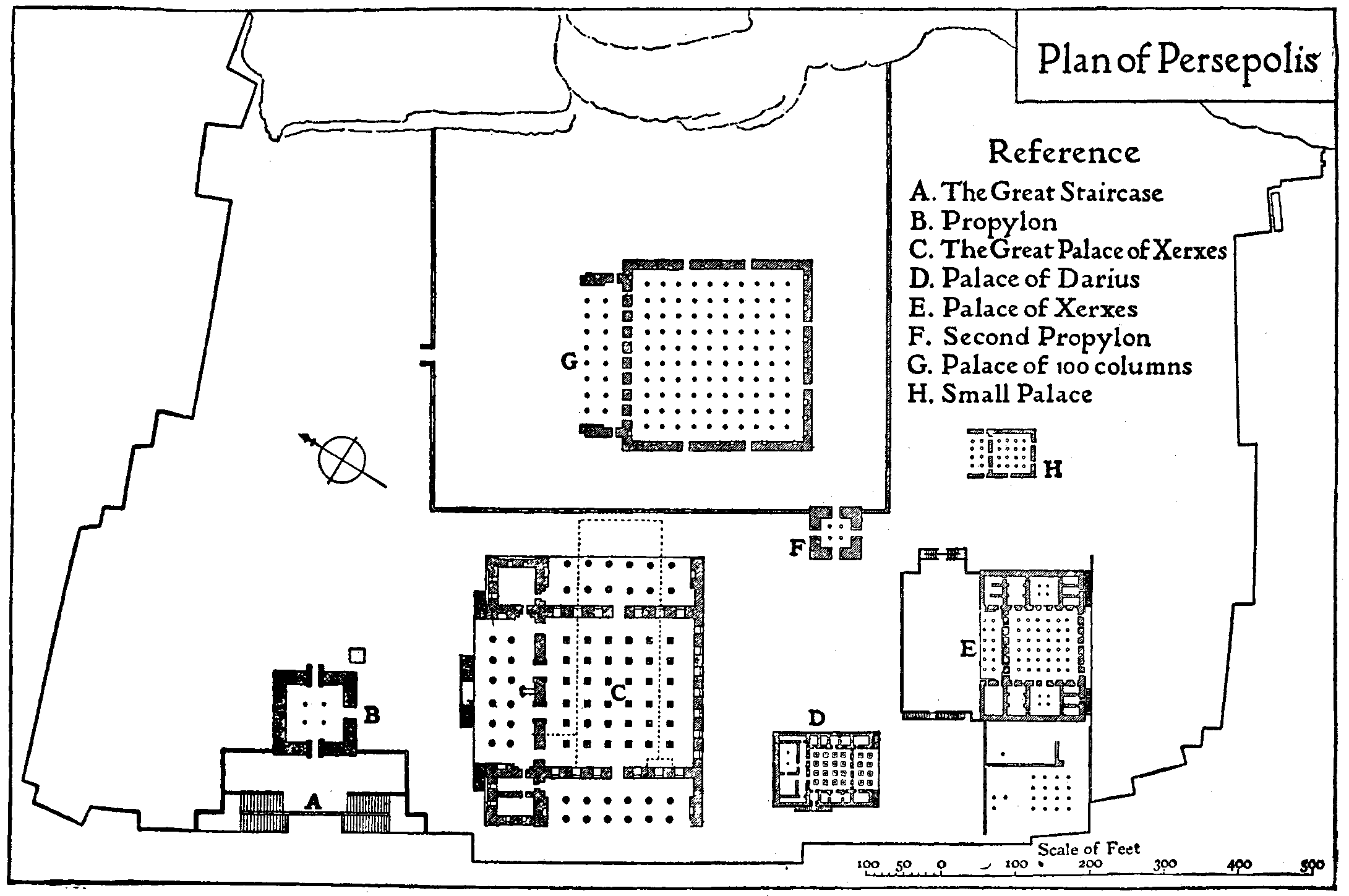
波斯波利斯俯瞰建築圖。

大流士一世興建波斯波利斯宮殿，與興建蘇薩宮是同時進行。根據吉恩·R·加思韋特（Gene R. Garthwaite）的說法，蘇薩宮是大流士建設波斯波利斯時用來模仿的榜樣。大流士一世下令建造的阿帕達納宮和議政廳（Tripylon，或稱“三門廳”），以及主要的金庫及其周圍地區。這些都在他兒子薛西斯一世統治期間完成。在階梯上建築物的進一步建造，則一直持續到阿契美尼德王朝覆滅為止。根據《大不列顛百科全書》的記載，希臘歷史學家克特西亚斯提到大流士一世的墳墓安置在懸崖峭壁上，利用繩索裝置方可抵達。
公元前519年左右，寬闊階梯的工程開始建造。最初計劃把離地面20米（66英尺）的階梯作為台地的主要入口。雙階梯被稱為波斯波利斯階梯，在巨大城牆的西側，呈對稱式，有111個台階，寬6.9米（23英尺），踏步高度為31厘米（12英寸），而上升高度為10厘米（3.9英寸）。最初，人們認為台階是為了讓貴族和皇室人員乘馬而上。然而新的理論表示，淺層的上升坡度讓來訪的貴族在上升時保持王室風貌。階梯的頂部通向台地東北側與萬國門對面的一個小院子。
波斯波利斯使用的主要建築材料是灰色石灰岩。天然岩石被夷平，凹陷處被泥土填滿之後後，形成台地。通往地下主要的污水排水道是透過挖掘岩石而成。山的東腳被開鑿，建造一個大型高架儲水槽。奧爾姆斯特德教授（Professor Olmstead）認為水槽是在塔樓開始建造的同時所建造。
台地（包括地基）的稍微彎曲平面就像一座城堡，傾斜的牆壁使防禦者能夠攻擊外部陣地的任一角度。狄奧多羅斯寫道，波斯波利斯有三堵帶有壁壘的城牆，所有城牆都有塔樓，作為防禦人員使用的空間。第一堵牆高7米（23英尺），第二堵牆高14米（46英尺），第三堵牆把四面都堵住，高度為27米（89英尺），現今這些城牆已不復存在。

### 毀滅
亞歷山大大帝於公元前330年入侵波斯，把軍隊的主力順著波斯御道往波斯波利斯前進。狄奧多羅斯寫道，亞歷山大和他的軍隊在路上遇到800名遭受波斯人俘虜的希臘工匠。大多數人年紀很大，每人都有某種程度的肢體傷害，例如缺手或缺腳。他們跟亞歷山大解釋，波斯人利用他們建造城市的技能，但把他們弄成殘障，因此無法輕易逃脫。亞歷山大和他手下對這些人的敘述甚感震撼，在為工匠提供衣物和食物之後，軍隊繼續前進。狄奧多羅斯並沒將此作為亞歷山大大帝摧毀波斯波利斯的原因，但他可能因此而開始以負面的眼光看來待這座城市。
亞歷山大在抵達波斯波利斯之前，在現代稱為扎格羅斯山脈的地方發生波斯門戰役，守軍將領Ariobarzanes所率領的波斯人成功地伏擊亞歷山大大帝的軍隊，造成大量人員傷亡。在被阻擋30天后，亞歷山大大帝包抄並把防禦部隊摧毀。Ariobarzanes本人在戰鬥中或撤退期間陣亡。一些消息來源說，波斯人被一位受到俘虜的部落首領所出賣，他向馬其頓人展示一條替代路徑，讓他們能夠繞過熱泉門後包抄Ariobarzanes。亞歷山大大帝在佔領波斯波利斯之後，容許他的部隊焚燒和洗劫波斯波利斯。

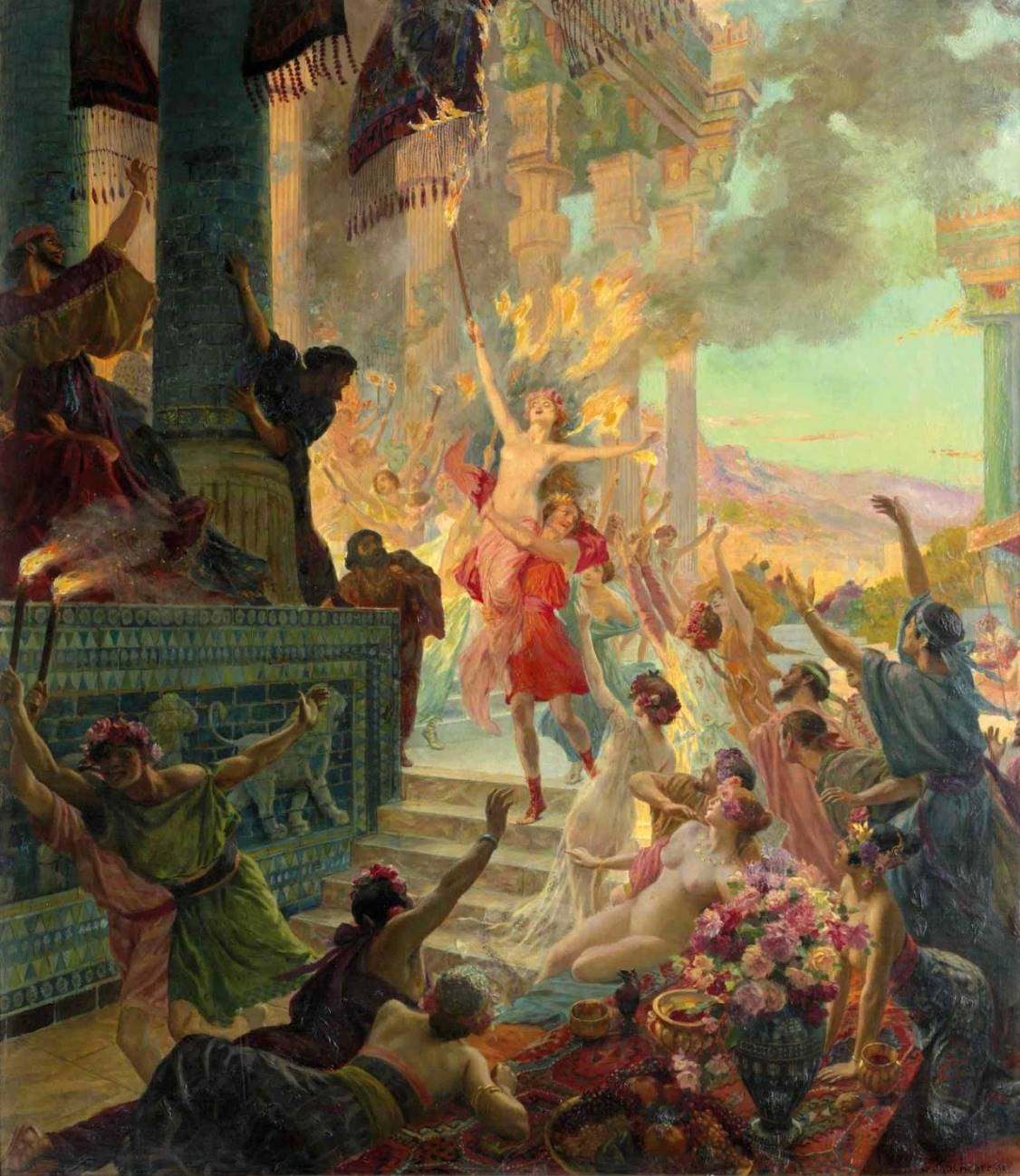
法國歷史畫家Georges Rochegrosse在1890年所繪，由Thaïs領頭的“波斯波利斯焚城記”

大約在那時，大火把“宮殿群”或“宮殿”焚毀。學者們一致認為，這一歷史事件就發生在現在被確認為波斯波利斯的廢墟上。從19世紀德國攝影家斯托爾茲(Friedrich Stolze)的研究看來，其中至少有一個屬於薛西斯一世建造的城堡，有被火焚燒過的痕跡。在克來塔卡斯後來和狄奧多羅斯通信中所描述的地理位置，與波斯波利斯有著重要的關聯，例如，在所提到的地點的東部有山脈存在。
據信，摧毀波斯波利斯的大火始於哈代什宮(Hadish Palace)，那是薛西斯一世的居住區域，然後蔓延至城市的其他部分。目前尚不清楚這大火是意外事故，還是對第二次波斯入侵希臘期間，波斯人焚燒雅典衛城的報復行為。許多歷史學家認為，這是亞歷山大大帝的軍隊在狂歡慶祝時討論出的結果，他們決定對波斯人進行報復。如果真是這樣，那麼波斯波利斯的毀滅是出於偶然的情況加上復仇行動的結果。這場大火的政治目是把具有波斯王朝抵抗象徵的城市予以毀滅。
在甚為後期的希臘和羅馬的一些記載（包括阿里安、狄奧多羅斯、和庫爾提斯的作品）描述說，焚燒波斯波利斯是馬其頓將領托勒密一世的情婦Thaïs的主意，也可能是亞歷山大本人的主意。據說Thaïs為報復雅典衛城曾被波斯人毀滅（她是雅典人），而在一場喝得爛醉的慶祝活動中提出這一建議，Thaïs，或是亞歷山大本人也參與縱火。
寫於三世紀或四世紀的祆教（瑣羅亞斯德教）作品-《阿爾達·維拉茲之書》（Arda Wiraz）描述波斯波利斯的檔案庫收藏有“所有的波斯古經和波斯古經註解，這些經典都用金色墨水書寫在牛皮之上”，焚城之後，這些經典全部毀滅。伊朗本土作家比魯尼在他作品《古代民族年表》（Chronology of the Ancient Nations）中指出，在阿契美尼德王朝之後，特別是在安息帝國時期，某些伊朗本土史學資料付諸闕如。他補充說：“亞歷山大大帝把整個波斯波利斯燒毀，以報復波斯國王薛西斯一世在150年前左右燒毀希臘的雅典。人們說，即使在現在，在波斯波利斯的某些地方仍可看到火燒過的痕跡。”
弔詭的是，導致這些文本遭到毀滅的事件，也可能是導致波斯波利斯行政檔案泥板得以保存的原因，否則隨著時間流逝，這些泥板也會受到自然和人為的事件而消滅。根據考古證據，波斯波利斯的部分燃燒可能導致北部防禦城牆上部坍塌，而被覆蓋住的泥板檔案（現被稱為波斯波利斯防禦城牆庫藏泥板 “Persepolis Fortification Archive tablets”）得到保存，直到被東方研究所的考古學家們發掘出來。

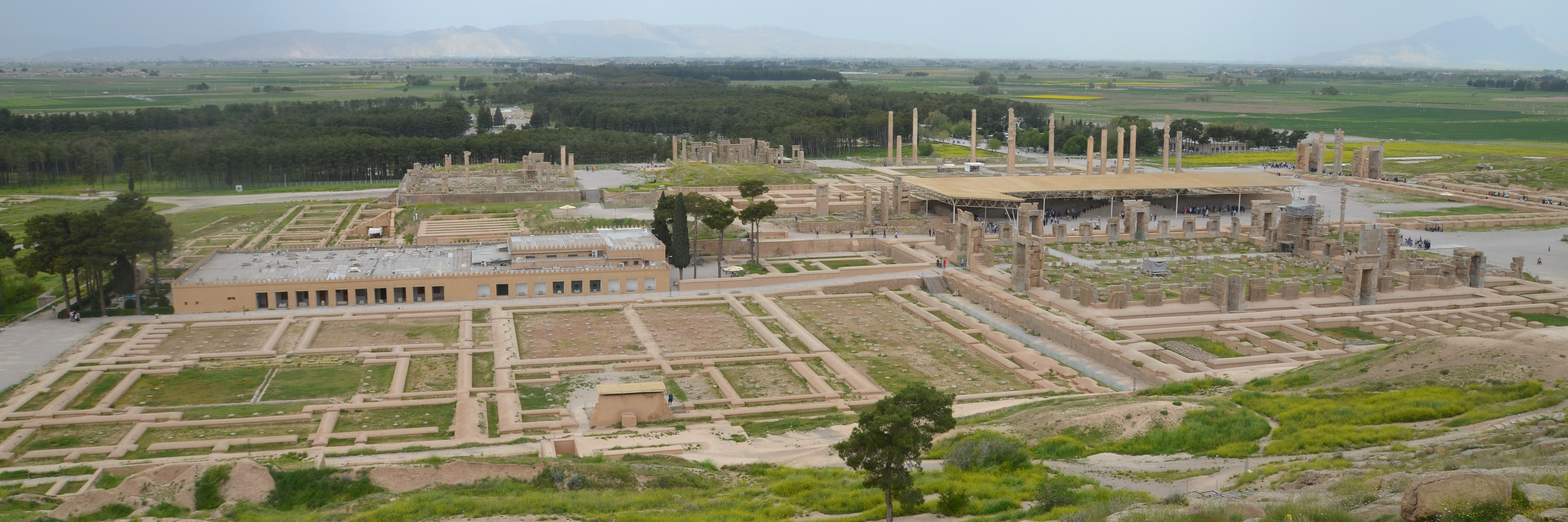
波斯波利斯全視圖。

### 阿契美尼德帝國滅亡後

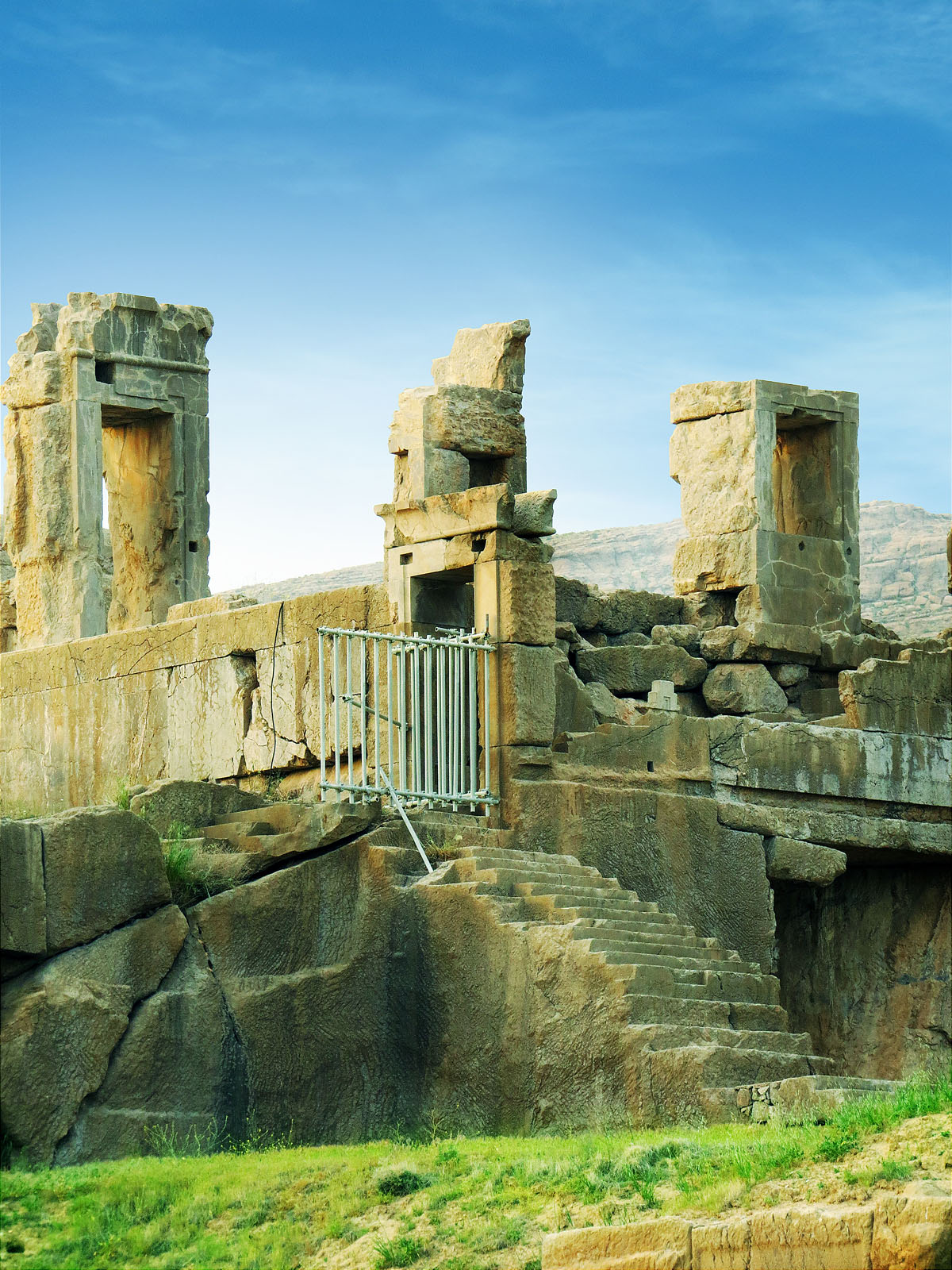
波斯波利斯西邊的廢墟。

公元前316年，波斯波利斯仍是波斯的首都，而那时的波斯是馬其頓帝國的一個省。隨著時光消逝，這座城市已經逐漸衰敗。首都山腳下的下城也許存續較長的一段時間； 但是這裡阿契美尼德王朝的遺跡仍然可作為其古老榮耀的見證。波斯的主要城市，或至少是這地區的主要城鎮，很可能一直在波斯波利斯附近存在。
公元前200年左右，波斯波利斯以北5公里處的伊什塔克爾是當地統治者的所在地。第二個偉大的波斯帝國（薩珊王朝）的基礎在此奠定，伊什塔克爾作為祭司智慧和正統思想的中心而擁有特別重要的地位。薩珊王朝的國王在這個地區的岩石表面刻滿雕刻和銘文，甚至把部分的阿契美尼德遺址覆蓋。他們應該是在那兒發跡，但從來沒像他們之前的阿契美尼德王朝一般，擁有如此宏偉的規模。薩珊王朝與羅馬帝國維持過四百年友好或敵對的關係，但羅馬人對伊什塔克爾所知有限，一如希臘人對波斯波利斯的所知有限一樣。
伊什塔克爾在伊斯蘭征服波斯時期，曾經做過絕望但最終仍以失敗收場的抵抗。伊什塔克爾在伊斯蘭教征服後的一百年內仍然是一個相當重要的地方，但它的地位很快就被新設的大城設拉子所超越。從當地人埃斯塔克里（約在公元950年）和阿爾 馬克迪西（約在公元985年）兩位的描述中可看出，在10世紀，伊什塔克爾變得微不足道。在接下來的幾個世紀中，伊什塔克爾逐漸衰落，直到連當個城市都算不上。

## 考古研究
義大利方濟各會修士鄂多立克可能在公元1320年前往中國的途中經過波斯波利斯，但他只提到一座被摧毀的偉大城市，稱其為“Comerum”。1474年，威尼斯商人吉奧索法特·巴爾巴羅參觀過波斯波利斯的遺跡，他錯把這兒當作猶太人的遺跡。歐洲航海家理查德·哈克盧伊特在他的著作“Voyages”中敘述過波斯波利斯遺址的一般情況，資料來自1568年訪問過伊朗的英國商人。來自葡萄牙的安東尼奧·古韋維亞在1602年訪問當地之後提及楔形文字。他對波斯波利斯遺址的記錄在1611年出版的作品《Relaçam》裡面出現過。
1618年，西班牙國王腓力三世在薩菲王朝的阿拔斯一世時期，派任到伊朗的大使加西亞·席爾瓦 菲格羅亞，是第一個西方人把伊朗人稱為“Chehel Minar”的地點，與古典作家稱為波斯波利斯的地點聯繫起來的人。
義大利作曲家兼作家彼得羅·德拉·瓦勒於1621年訪問過波斯波利斯，並注意到由於故意破壞或自然風化過程，原來的72根柱子中只剩25根仍然矗立。荷蘭旅行者科尼里斯 布魯因於1704年訪問過波斯波利斯。

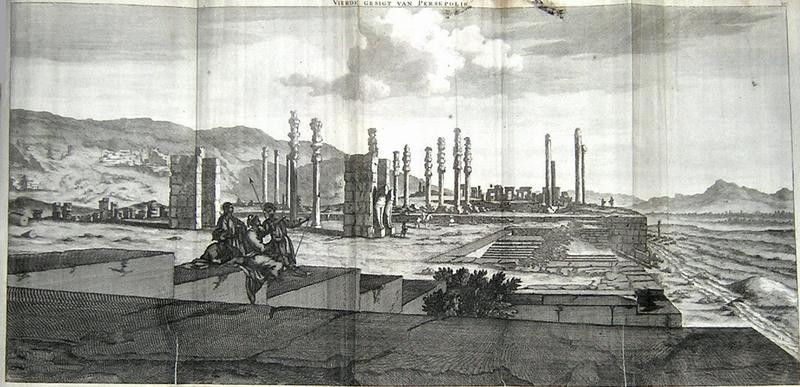
1704年波斯波利斯素描 荷蘭畫家Cornelis de Bruijn（英语：Cornelis de Bruijn）作品。
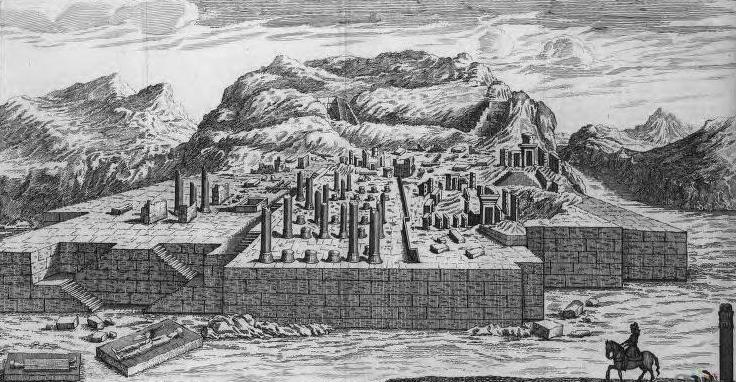
在1713年所繪的波斯波利斯 畫者Gérard Jean-Baptiste。
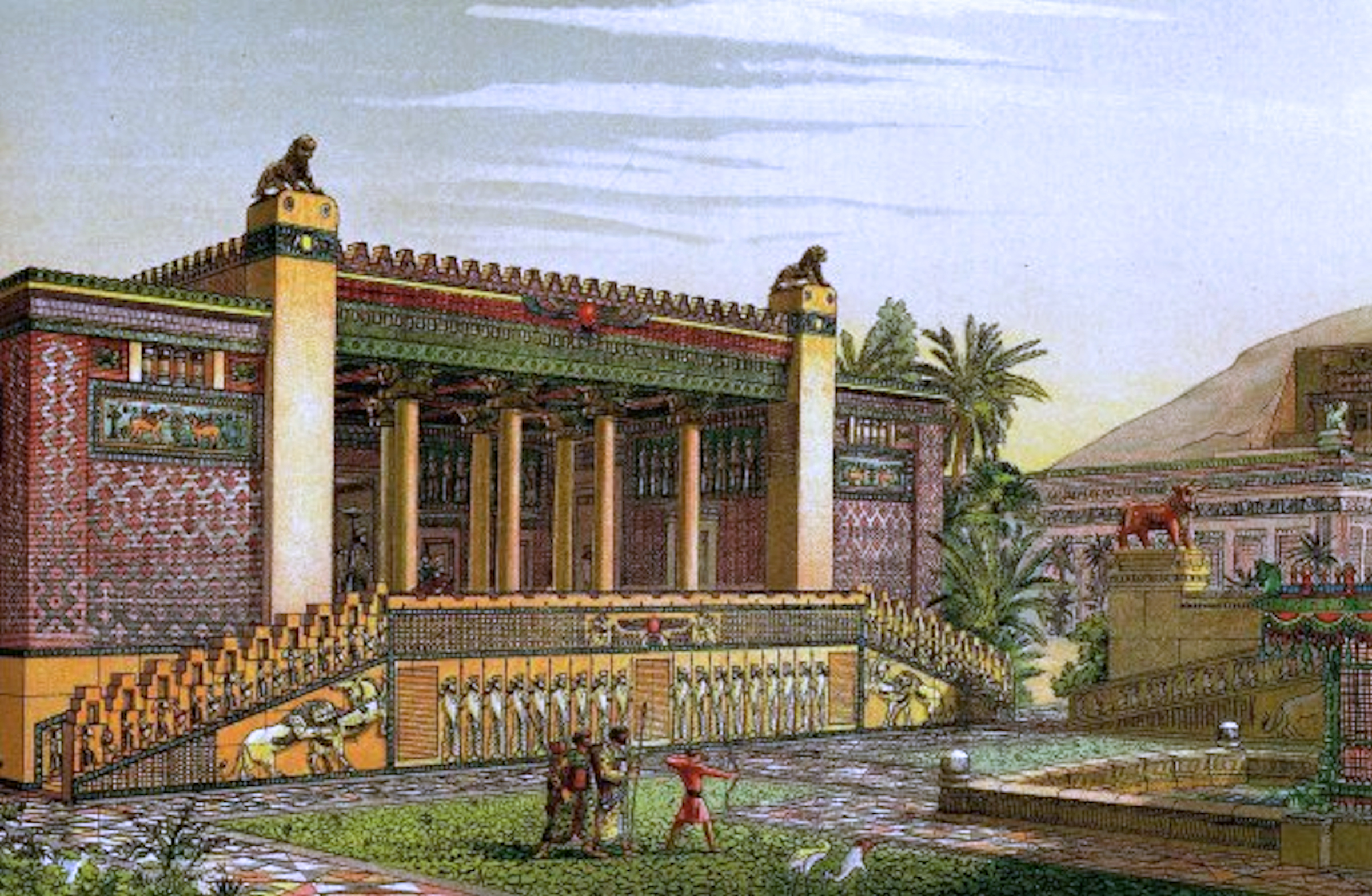
塔迦拉宮（英语：Tachara）繪圖
畫者查爾斯·齊皮茲（英语：Charles Chipiez）。
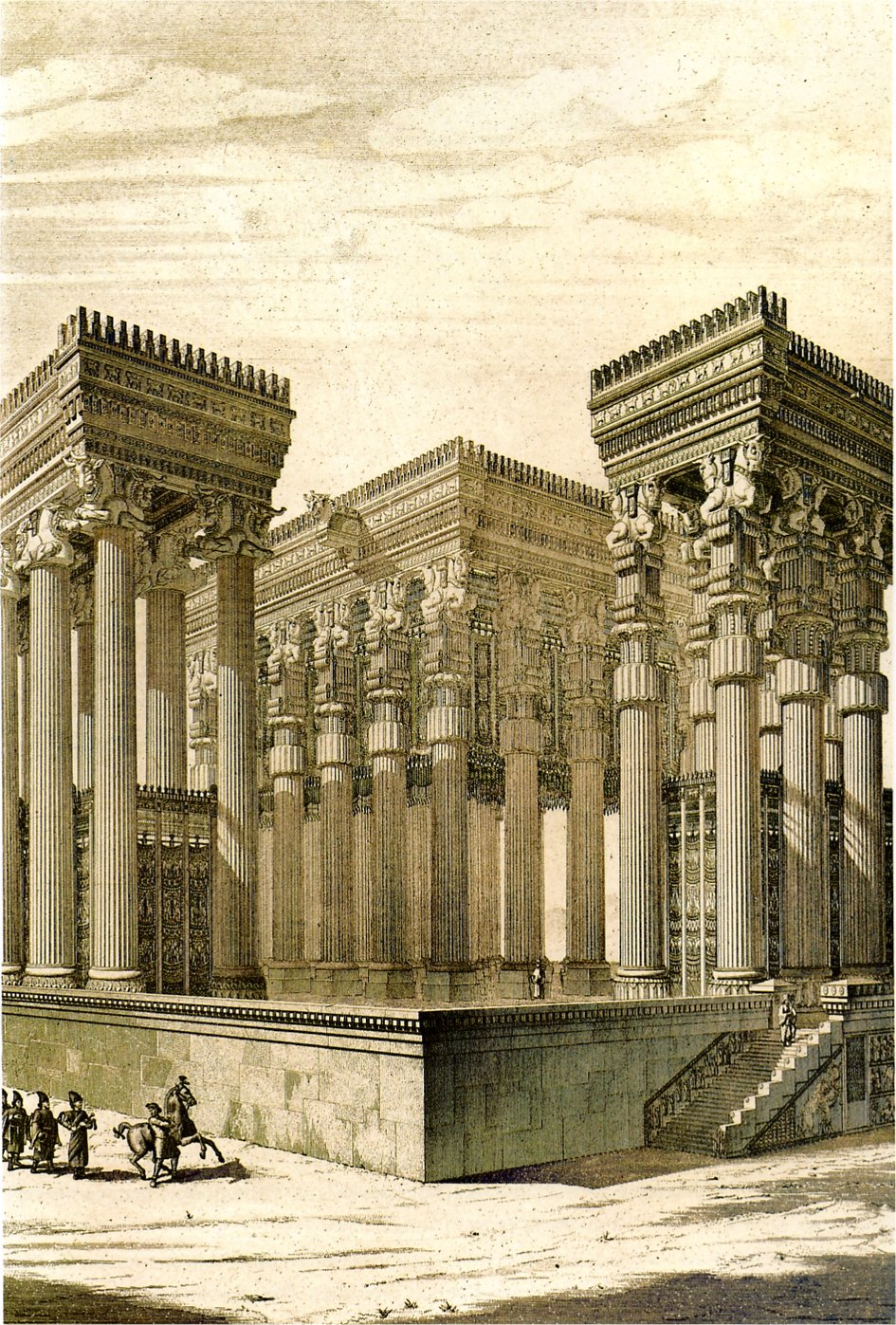
查爾斯·齊皮茲繪製的阿帕達納宮。
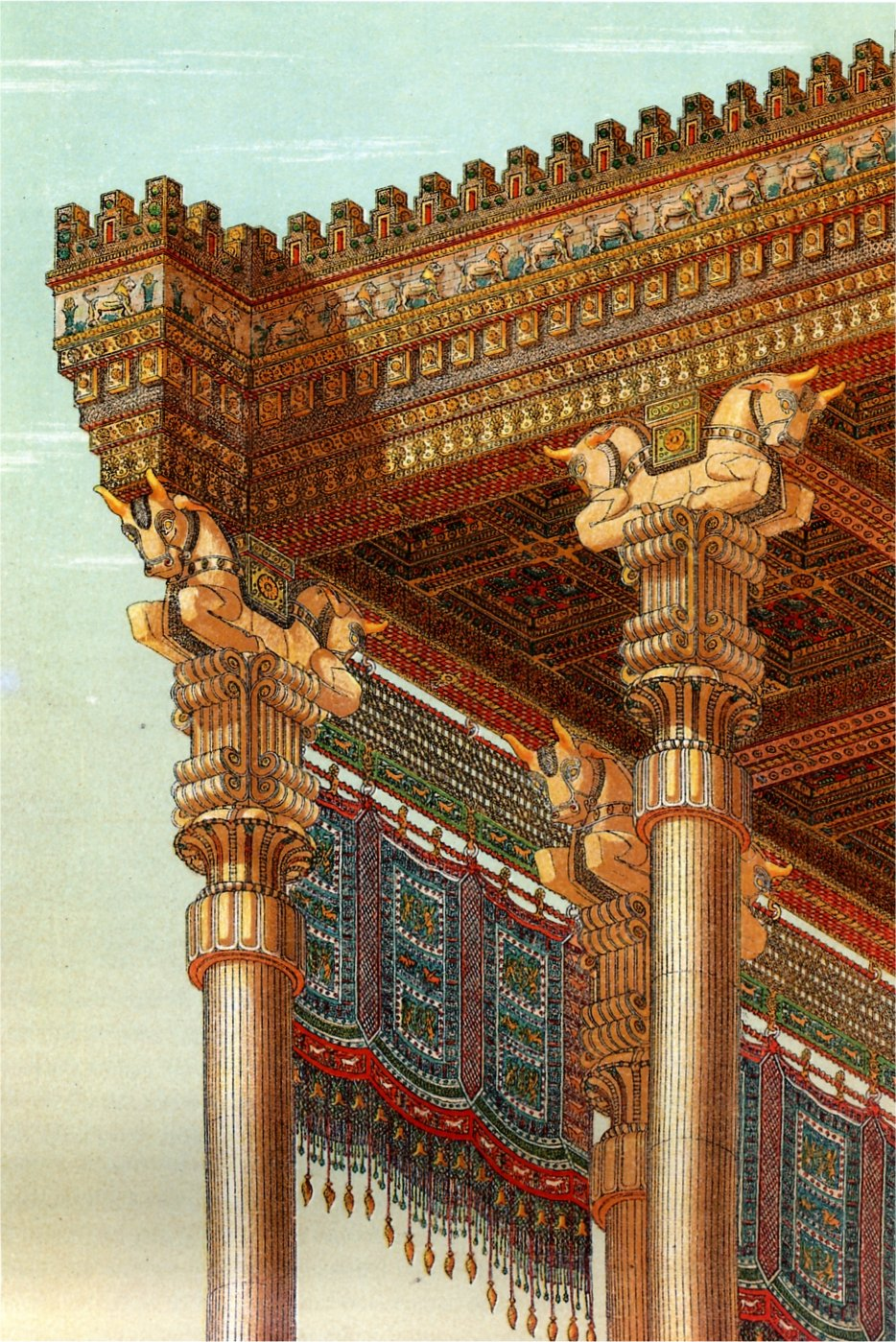
查爾斯·齊皮茲繪製的阿帕達納宮細部。

這個地區盛產水果，有不少村莊分佈，在18世紀曾遭到巨大的破壞。相對的，這地區在現代有不差的墾植。在穆斯林時期，伊什塔克爾城堡是堅固的堡壘，曾幾次被用來抵禦入侵者。它是從庫爾河谷升起的三個陡峭岩壁中的最高峰，距離納克什魯斯塔姆墓葬群西部或西北部有些距離。
法國航海家尤金·弗蘭丁和帕斯卡爾·科斯特率先對波斯波利斯的建築進行文獻方面的研究，並對其建築也做出一些優秀的，最早的視覺描繪。在他們於1881年和1882年在巴黎出版，標題為“Voyage en Perse de mm. Eugène Flandin, peintre, et Pascal Coste, architecte”的出版物中，提供有大約350幅首創性的波斯波利斯的插圖。法國人在禮薩汗登基後，仍維持對波斯考古發現的影響和興趣，安德烈·戈達德是法國所設立伊朗考古部門的第一任負責人。
在1800年代，在當地的考古挖掘工作都是業餘性質，有些的挖掘規模還頗大。
對波斯波利斯的第一批科學發掘是由芝加哥東方學院的恩斯特·赫茲菲爾德和埃里希·施密特帶領進行。他們從1930年開始，共從事八個季度的挖掘，挖掘地點也包括附近的其他地點。

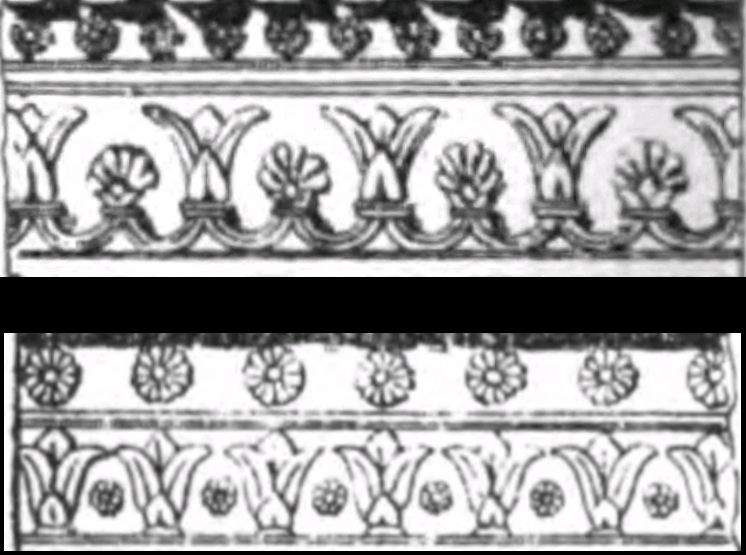
在波斯波利斯，阿契美尼德式建築風格的腰線。

赫茲菲爾德認為，建造波斯波利斯的原因是需要雄偉的氛圍、帝國的象徵、以及為特別日子辦理慶祝，尤其是為諾魯茲節。，波斯波利斯是基於歷史因素而建於阿契美尼德王朝奠基的地方，但當時此地還不是帝國的中心。
挖掘出來的石碑破片顯示有類似海克力士和阿波羅之間的搏鬥場景，這石碑破片被稱為波斯波利斯的希臘繪畫 “A Greek painting at Persepolis”。

### 建築
波斯波利斯建築因使用波斯風格柱子而聞名，這種柱子可能是源自較早的木柱。建築者僅在最巨大的黎巴嫩雪松或是印度柚木也無法符合要求時才會採用石材。立柱的底座和柱頭由石頭製成，也會利用木製的豎井，有可能會使用木製柱頭。公元前518年，來自世界各方最有經驗的工程人員、建築工人、和藝術家因受徵召，而來參與建築第一座標榜人類普世團結、和平、與平等的建築。
波斯波利斯的建築物有三大類：軍事區、金庫、接待大廳和國王的臨時宮殿。著名的建築包括大階梯、萬國門、阿帕達納宮、百柱宮、三門廳、塔迦拉宮、哈迪什宮、阿爾塔薛西三世宮、皇家金庫、皇家馬厩、和戰車房（the Chariot House）。

## 廢墟和遺址

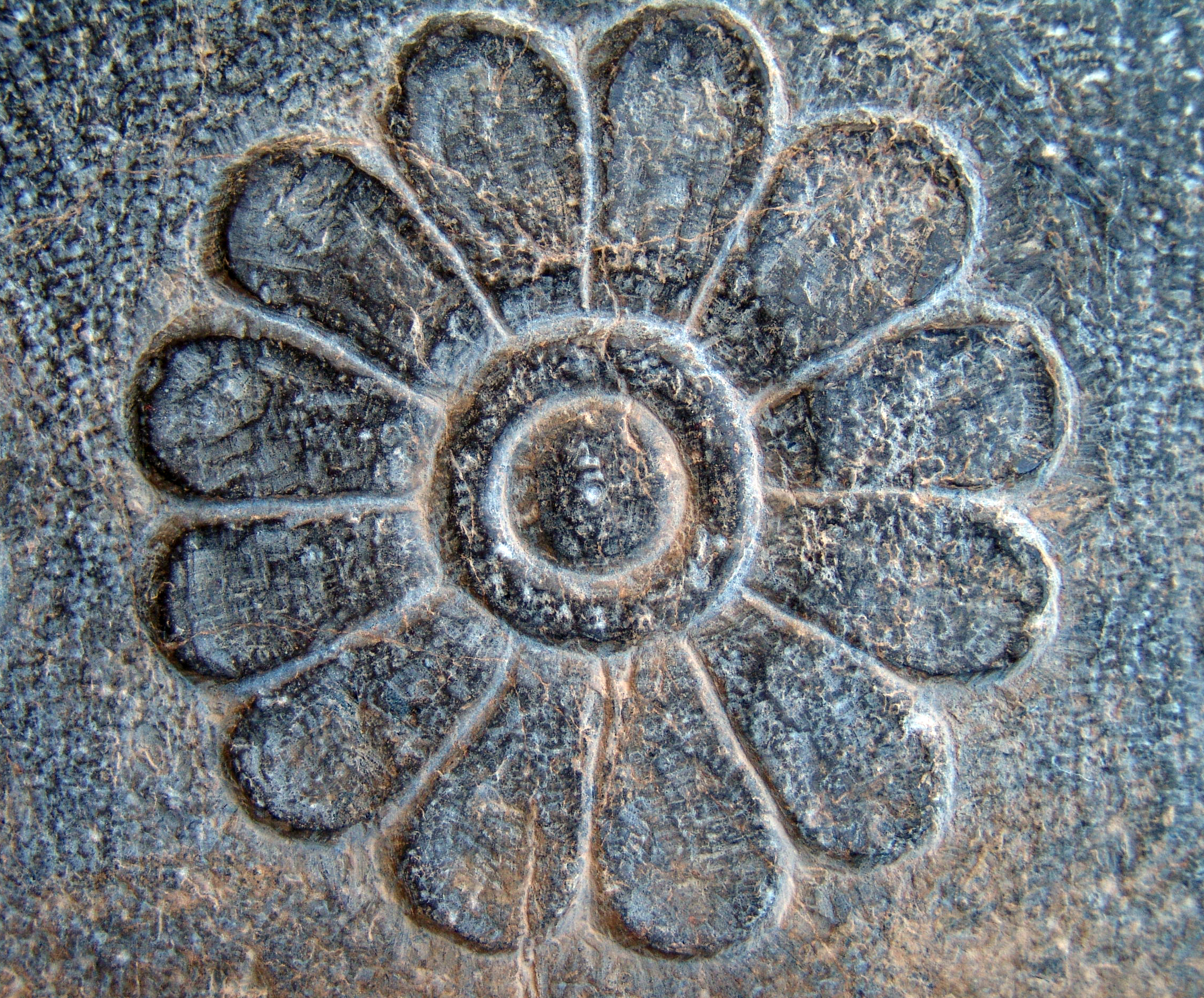
蓮花的浮雕經常被使用在波斯波利斯的牆面以及紀念碑上。

台地上有許多巨大建築物的廢墟。所有建築均由深灰色大理石建造。殘餘有十五個柱子仍完好無損。自1970年以來，又有三座柱子被復原。其中幾座建築在當年並未完工。斯托爾茲指出，當年石匠所遺留的一些廢棄物仍然存在。
從波斯波利斯的勘探中，迄今已發現30,000多個銘文，銘文字體雖小，但在體積和文意內容都簡明扼要，它們是阿契美尼德時期最有價值的文獻。根據目前在美國收藏的這些銘文，在波斯波利斯存在時期的大部分時間裡，建築工人都領到應得的工資。
自彼得羅·德拉·瓦勒在17世紀訪問過此地之後，這些廢墟毫無疑問的證明這兒是被亞歷山大大帝征服，並被部分摧毀的波斯波利斯。
在波斯波利斯的大院後面山坡，有三個從岩石中鑿出的墳墓。三面外牆（其中之一不完整）都佈滿浮雕。隔著普爾瓦爾河的北北東方大約13公里處，有一塊垂直的岩壁，離開山谷底部相當高度的地方鑿有四個形狀類似的墳墓。現代伊朗人稱這個地方為纳克什鲁斯塔姆（鲁斯塔姆浮雕），在進口處下方的薩珊王朝時代的浮雕，應該呈現的是列王紀中神話英雄。從浮雕中可推斷這七座墳墓裡面埋葬的應該都是君王。其中一座墓上的銘文顯示是大流士一世，亞達薛西二世的御醫兼歷史學家克特西亞斯曾提起大流士一世的墳墓是在一塊岩石的表面，只能利用繩索才能到達。克特西亞斯進一步提到，許多波斯國王的遺骸或者是被“帶回波斯”，或者是在波斯波利斯當地過世。

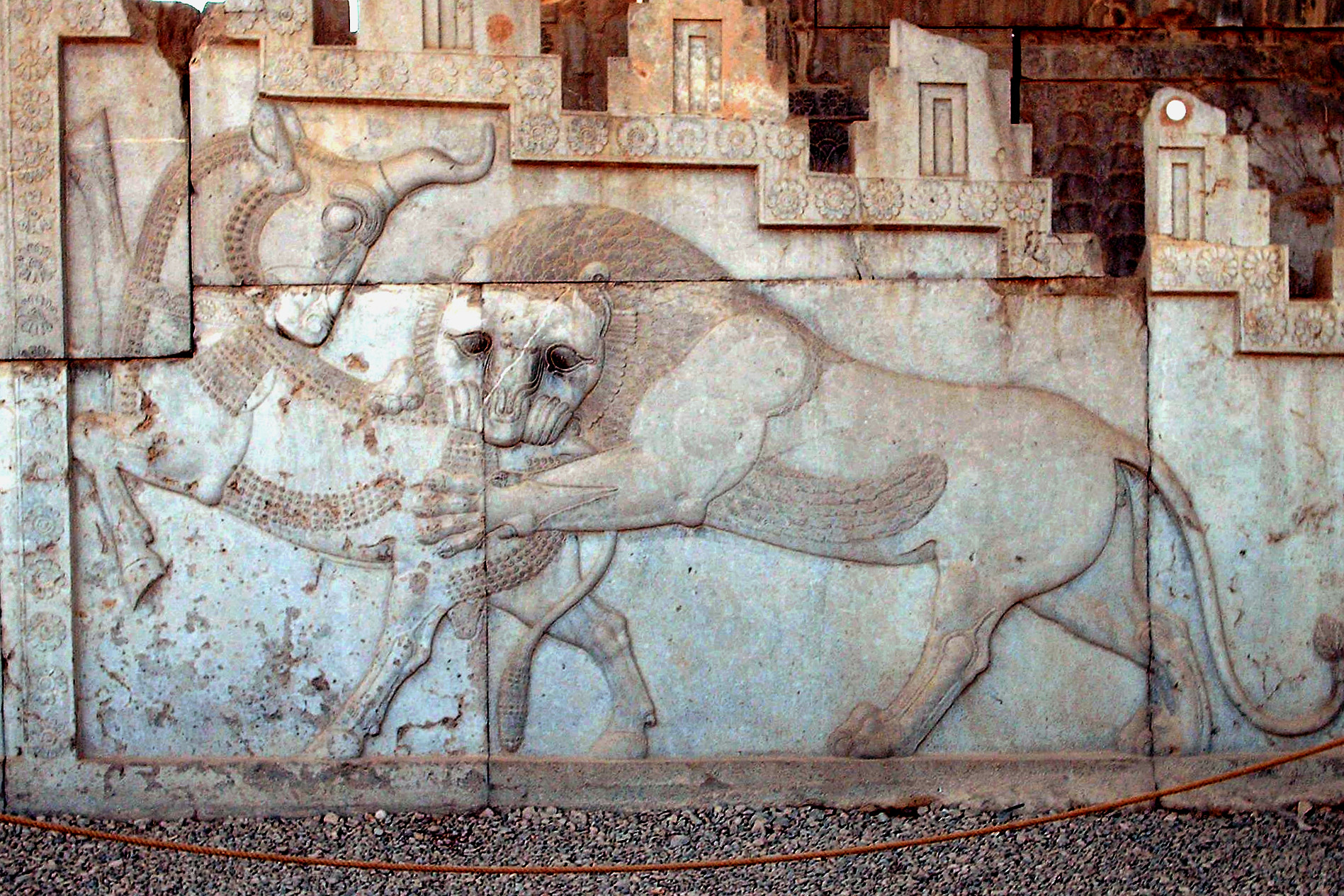
在波斯波利斯的一處淺浮雕，屬於祆教關於诺鲁兹节的象徵（公牛與獅子）。
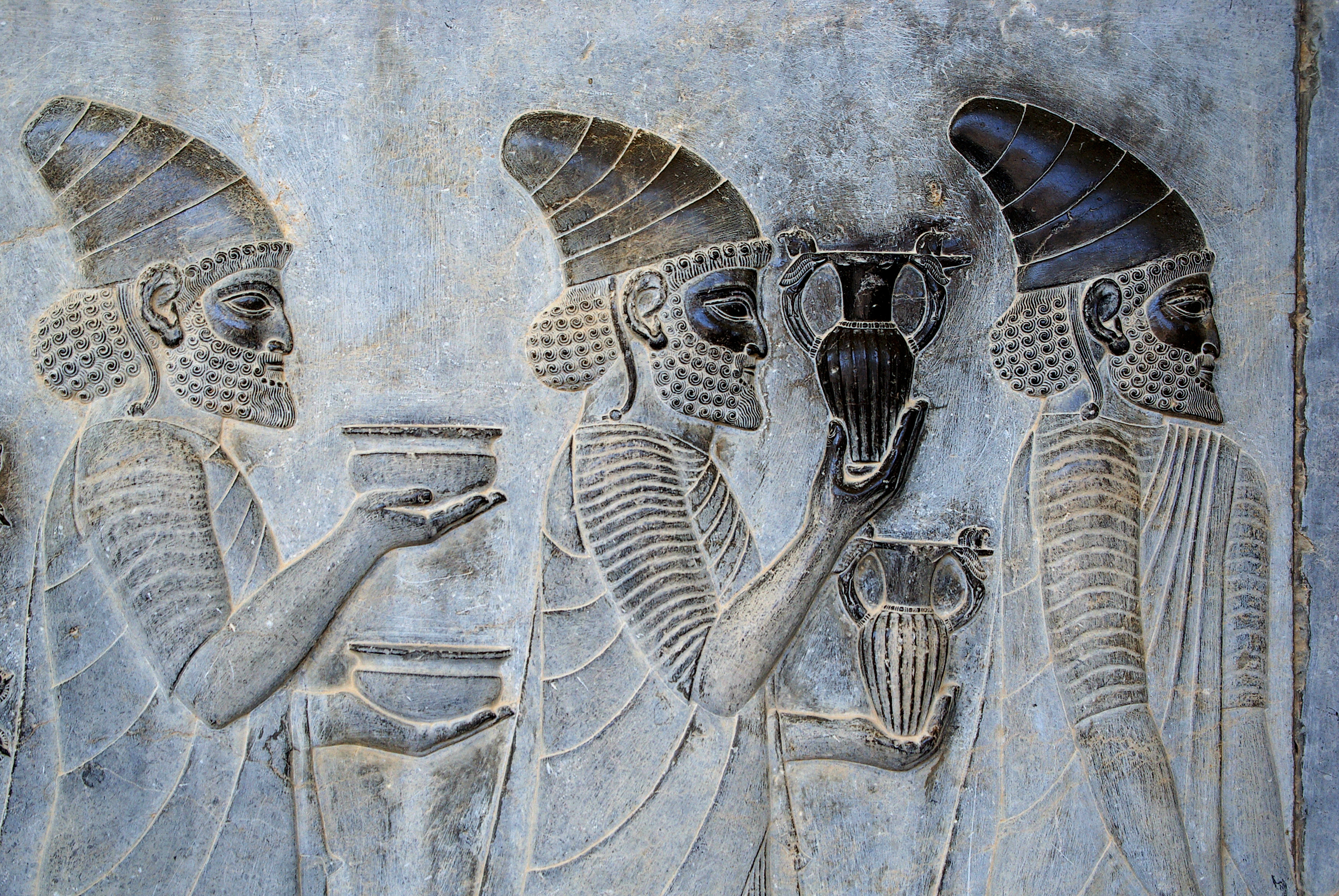
阿帕達納宮淺浮雕，描述包括利比亞人和亞美尼亞人的代表團，帶著美酒前來覲見。39 image 21 in The Arts of Persia edited by R W Ferrier
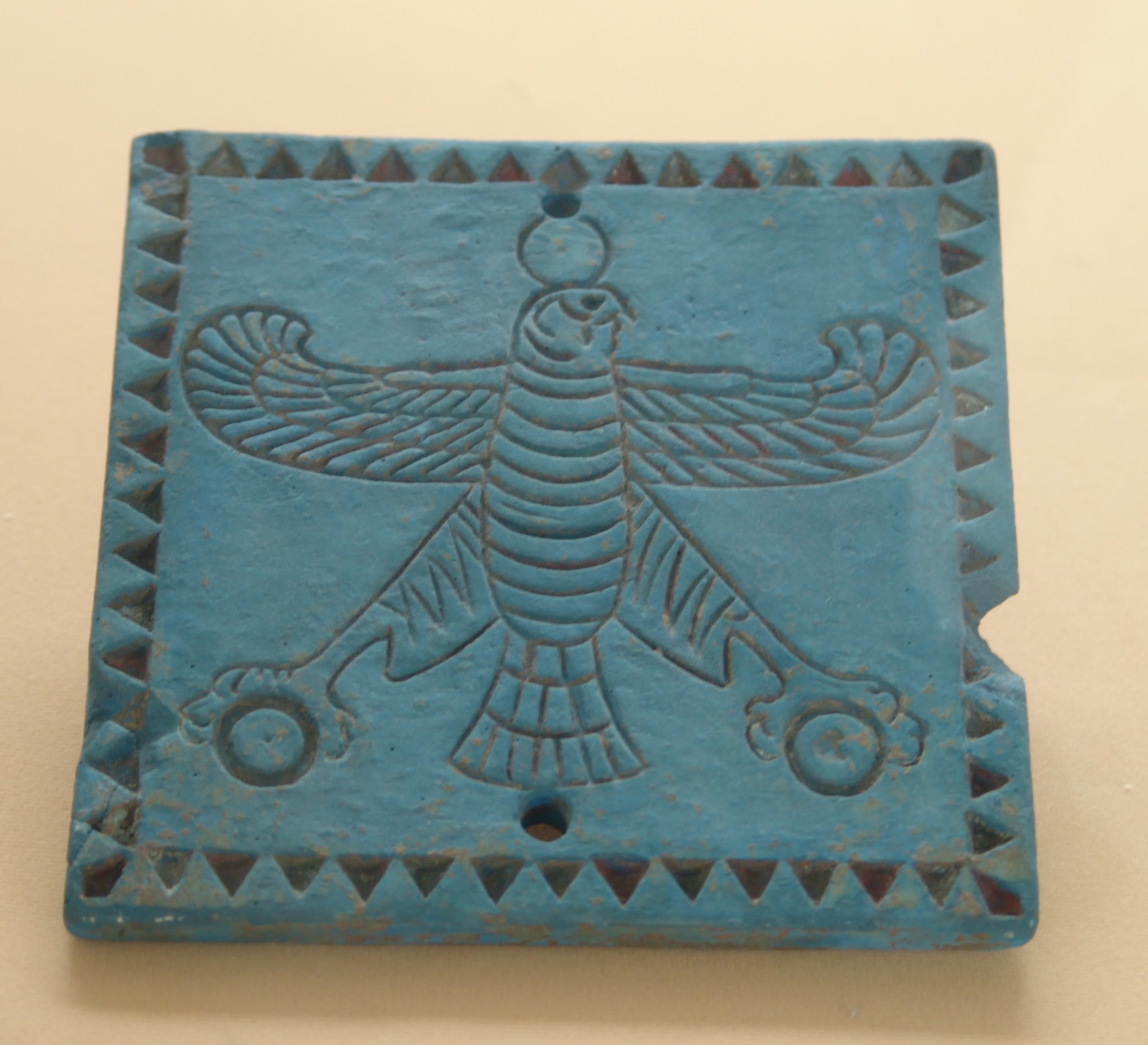
在波斯波利斯發現的阿契美尼德牌匾，現保存在德黑蘭的古伊朗博物館（英语：National Museum of Iran）。
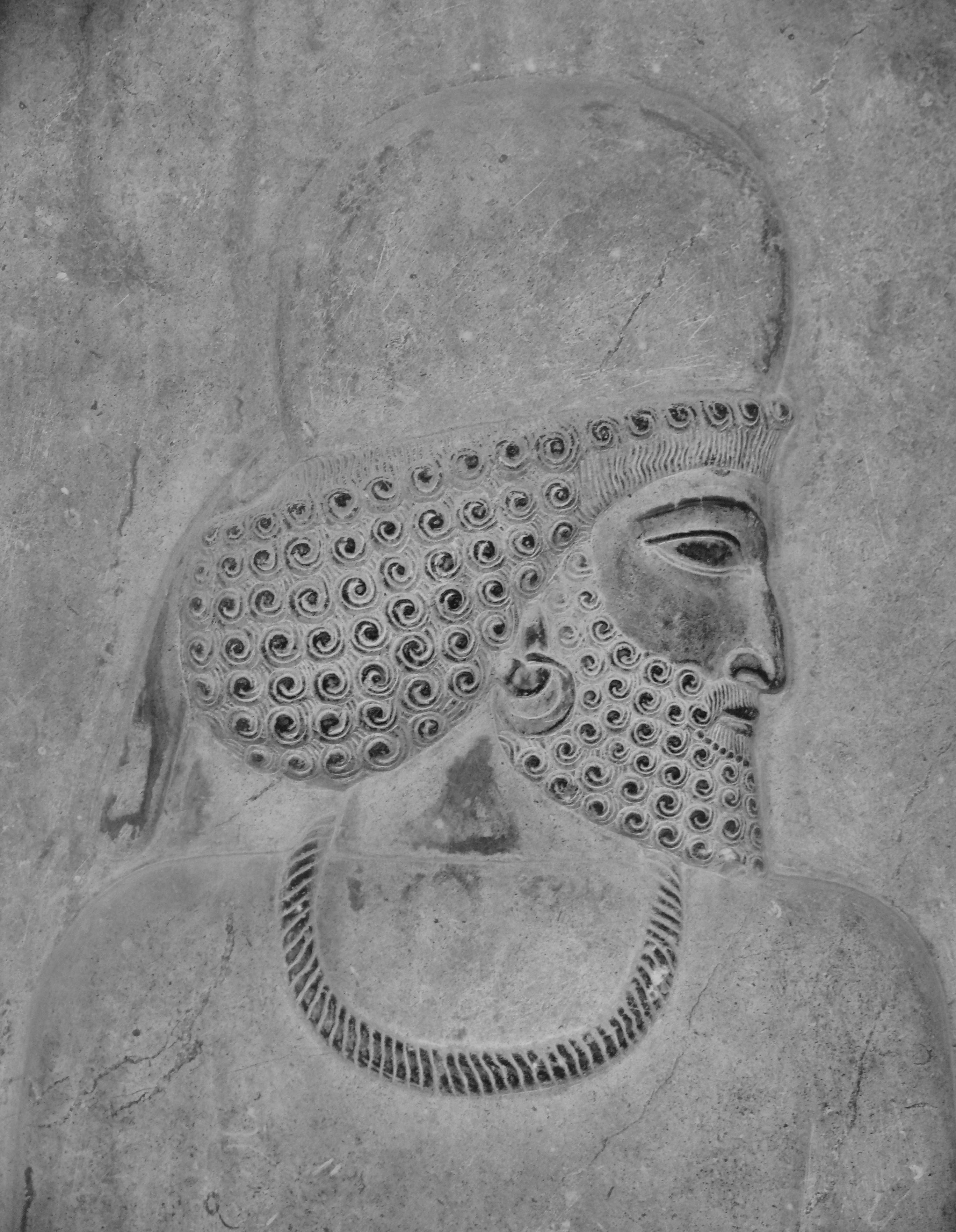
在波斯波利斯，一片刻有米底人的浮雕。
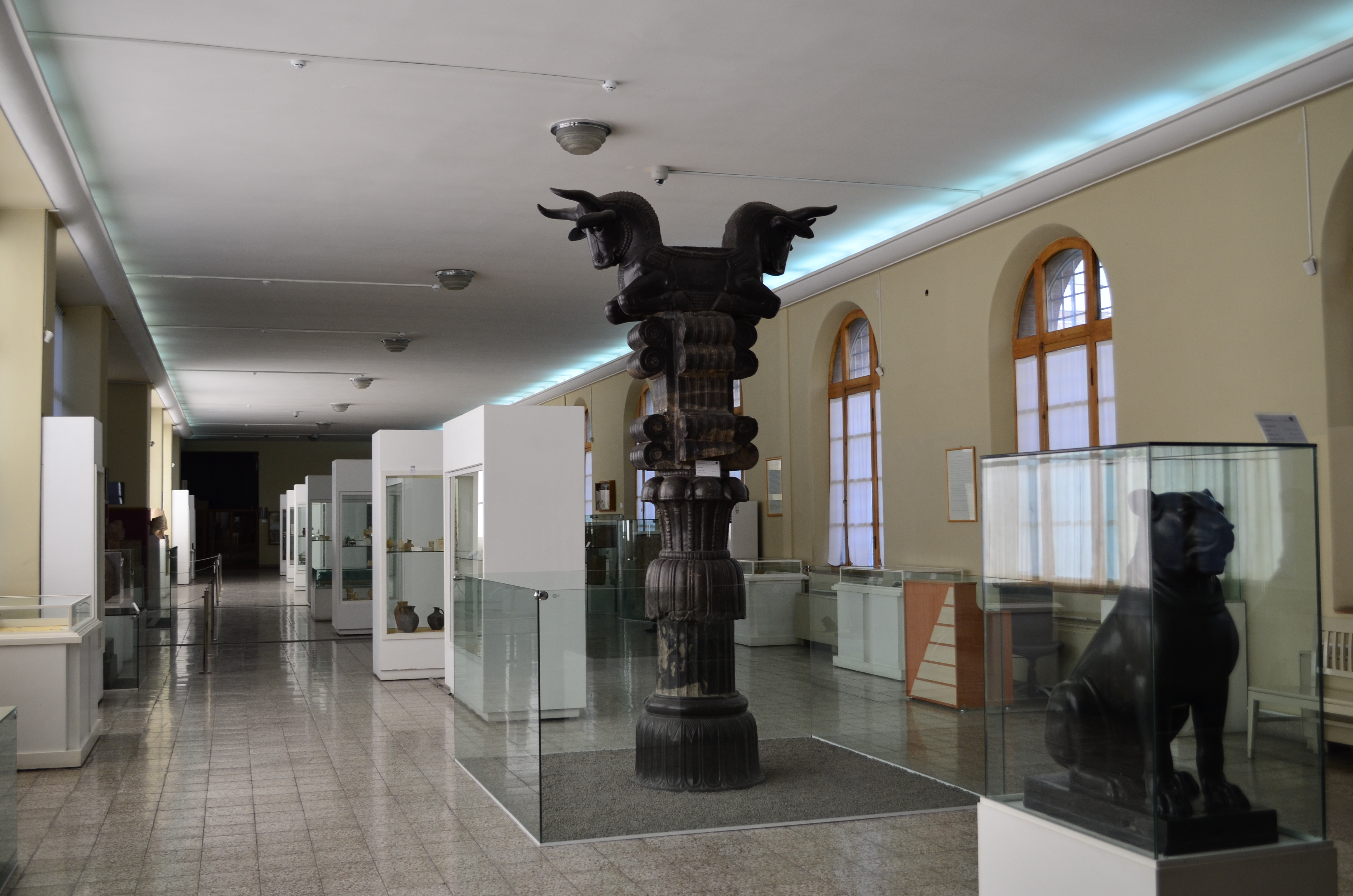
古伊朗博物館中收藏，在波斯波利斯發掘出的各種器物。

### 万国门
萬國門，指的是包括帝國的所有疆域，由一個大堂組成，大堂長約25米（82英尺），有四根柱子，其入口在西牆上。還有兩扇門，一扇向南，向阿帕達納宮院子敞開，另一扇向東，通往一條漫長的道路。在所有門的內角都有旋轉裝置，表明它們是兩扇門，可能是木製，上面覆蓋著華麗的金屬片。
一對拉瑪蘇站在門檻旁，這拉馬蘇斯是公牛身，頭部是長著鬍鬚的男性。另一對拉馬蘇斯則帶有翅膀和"波斯頭"（Gopät-Shäh）站在東邊的入口處，以展現帝國的力量。
薛西斯一世的名字用三種語言（古波斯文、埃兰文、巴比倫尼亞文）寫成，刻在入口處，讓世人知道是由他下令建造。

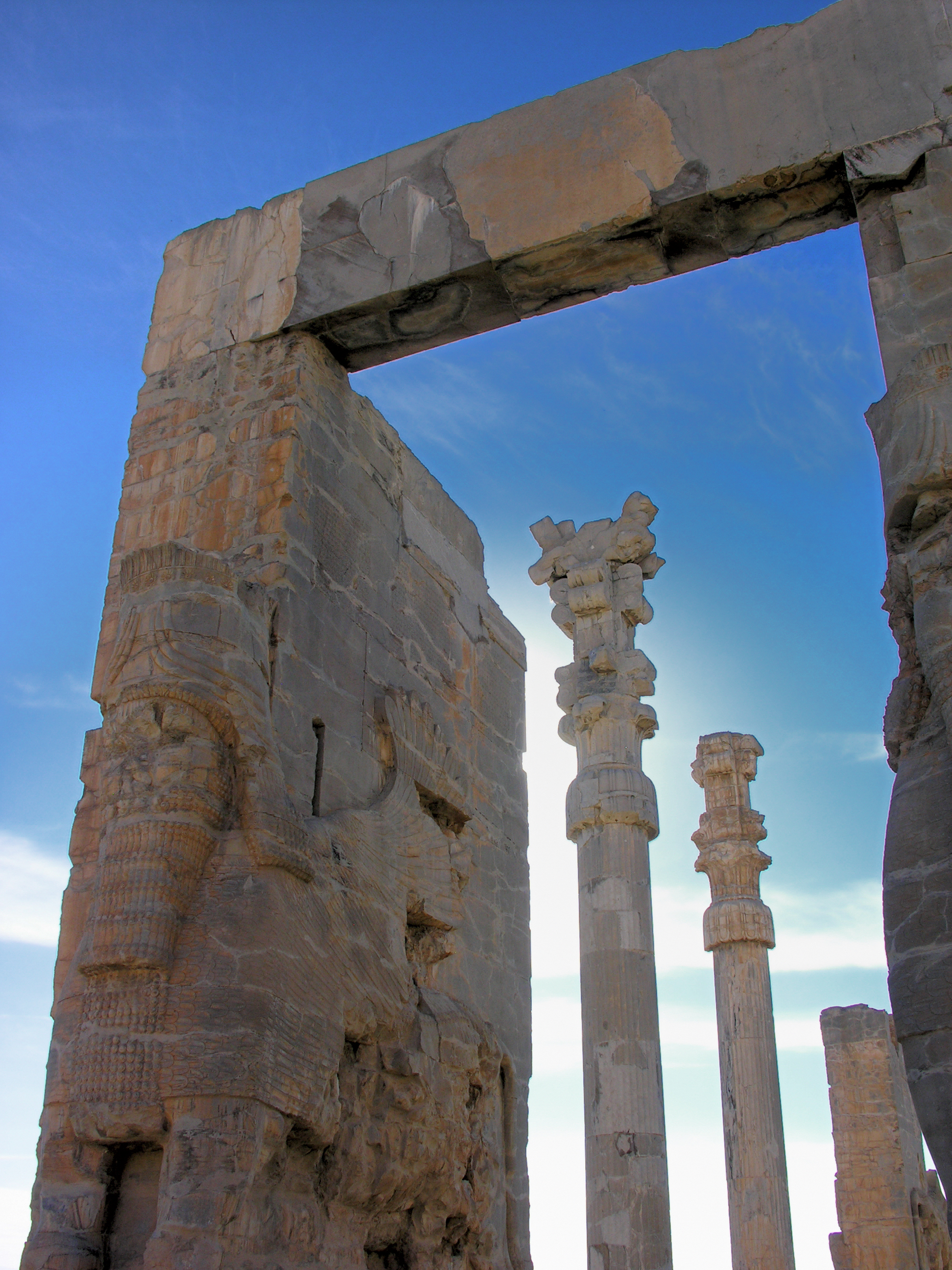
在萬國門的一個拉瑪蘇。
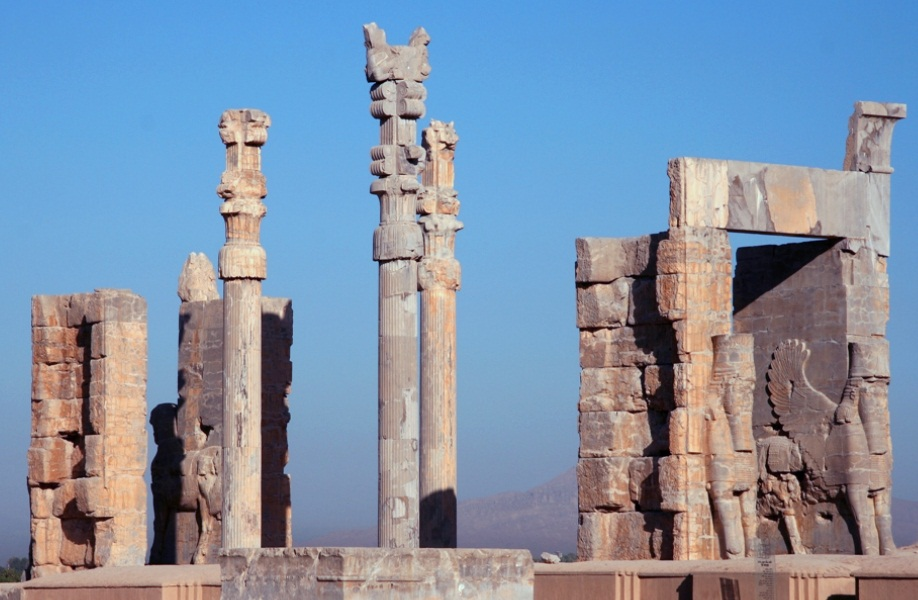
萬國門遺跡。
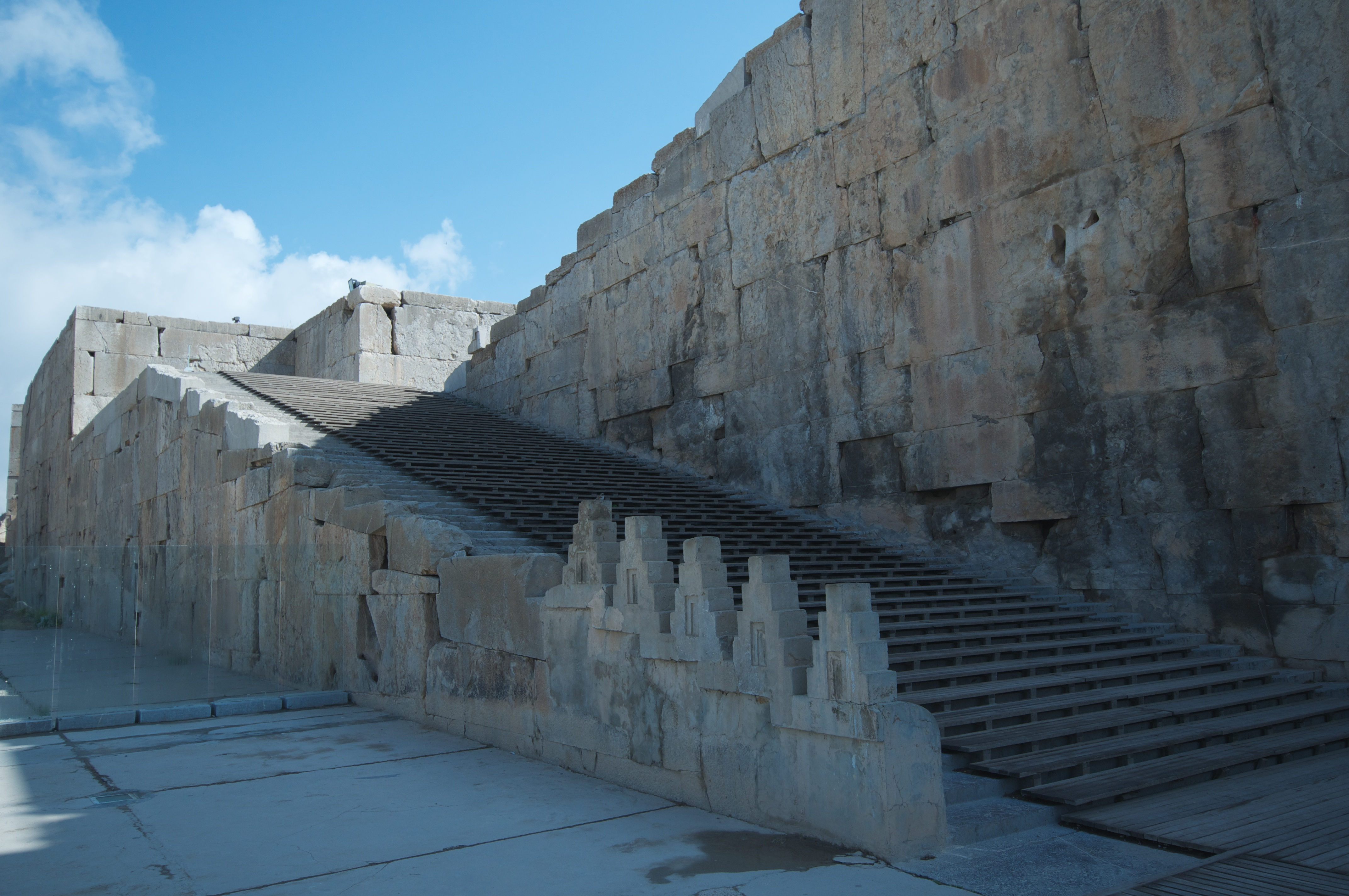
波斯波利斯大階梯。
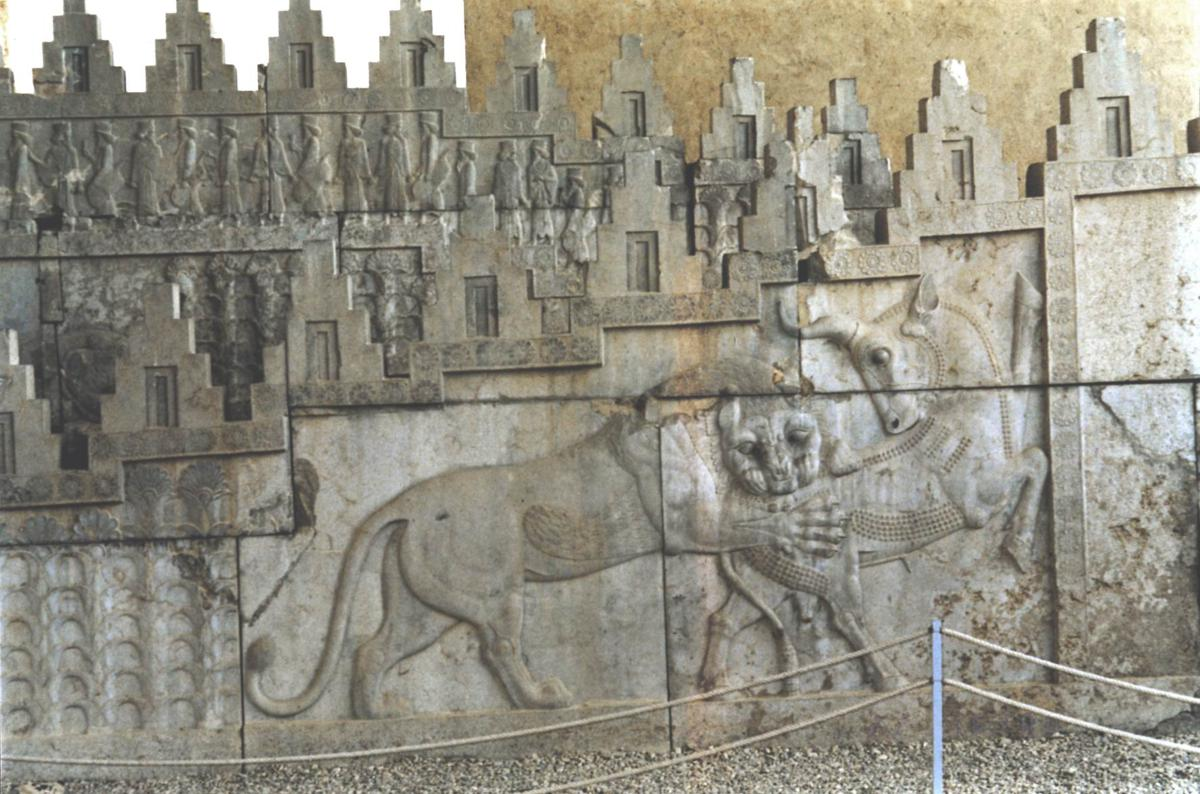
宮殿階梯旁淺浮雕。

### 阿帕达纳宫

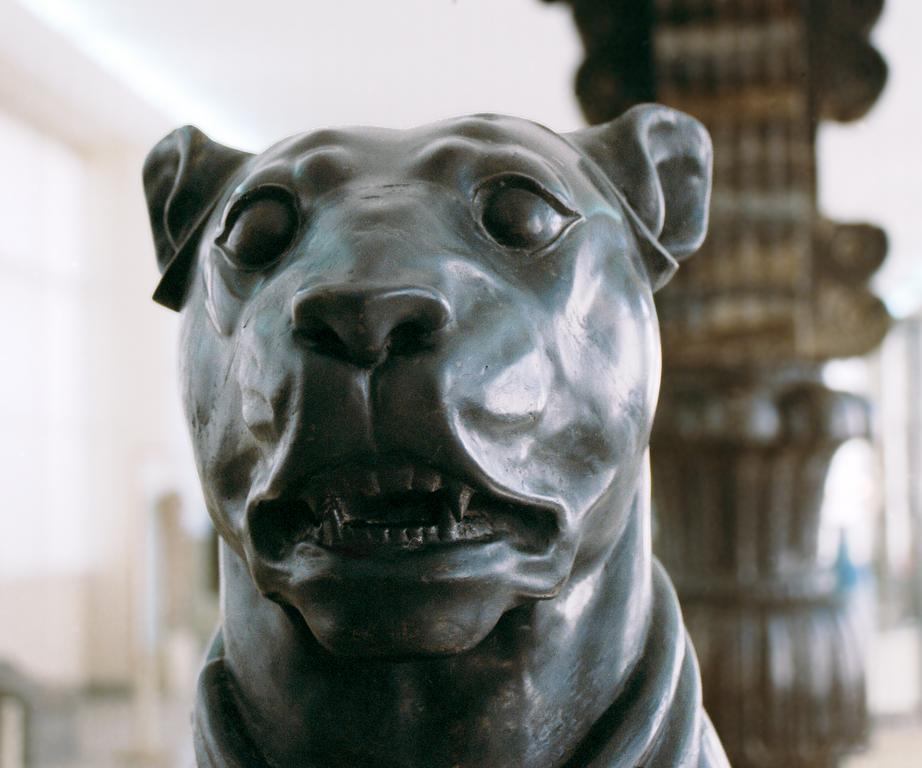
在阿帕達納宮發掘出的馬士提夫雕像，現保存在德黑蘭古伊朗博物館。

大流士一世在波斯波利斯的平台西側建造一所最大的宮殿。這座宮殿被稱為阿帕達納宮。這位萬王之王用於接見群臣和各國使節。建築工程始於公元前518年，30年後在他兒子薛西斯一世手上完成。宮殿有個正方形的宏偉大廳，每邊長60米（200英尺），有七十二根石柱，其中十三石柱目前仍佇立在巨大的平台上。每根柱高19米（62英尺），帶有方形的金牛座（牛）和底座。柱子用來承載巨大而沉重的天花板重量。柱子的頂部是動物的雕像，例如雙頭獅子、鷹、人、和母牛（母牛是古代伊朗子孫繁衍和富足的象徵）。柱子透過產自黎巴嫩的橡木和雪松木樑相互連接。牆上覆蓋有一層泥漿和灰泥，深度為5厘米，作粘結用，再用綠色灰泥覆蓋，整個宮殿都使用相同的建築方式。
在宮殿地基中，挖出兩個石盒，裡面保存有金和銀製作的銘文板。板上有古波斯楔形文字所刻的銘文，被稱為阿帕達納宮奠基銘文(DPh inscription)：），敘述的是大流士一世所統治的廣大疆土：
大流士，萬王之王，萬國之王，阿契美尼德人希斯塔斯佩斯之子。大流士國王說：這是我所擁有的王國，從粟特之外的斯基泰人土地開始，到庫施，從信德開始，到呂底亞-[這是]眾神中最偉大的阿胡拉恩賜予我。願阿胡拉保護我以及我的子孫！———阿帕達納宮奠基銘文
在宮殿的西側、北側、和東側，有三個矩形門廊，每個門廊有十二根石柱，分兩排，每排六根。在大會堂的南面，建有一系列用作儲藏的房間。另有有兩座宏偉的波斯波利斯階梯，彼此對稱，與石材地基相連。宮殿建有穿過磚牆的垂直排水溝，以保護屋頂不受水分侵蝕。在阿帕達納宮的四個朝外的角落，建有四座塔。
牆壁舖有瓷磚，上有獅子、公牛、和花卉的圖案。大流士把他的名字和帝國詳細資料刻在銘文板上，放置在石盒中，埋藏在在宮殿四角的地基裡面。在阿帕達納宮的北側和東側建有兩座波斯波利斯風格的對稱階梯，以補償高低差。大樓中間還另有外兩座階梯。宮殿的外部正前方牆上刻有國王的精銳衛戌部隊的浮雕。北階梯在大流士一世統治期間完成，而另一階梯則在很晚以後才完成。
樓梯上的浮雕讓人們可觀察到帝國中的人們，甚至包括國王本人，他們穿著傳統服裝，“連最小的細節都沒忽略”。

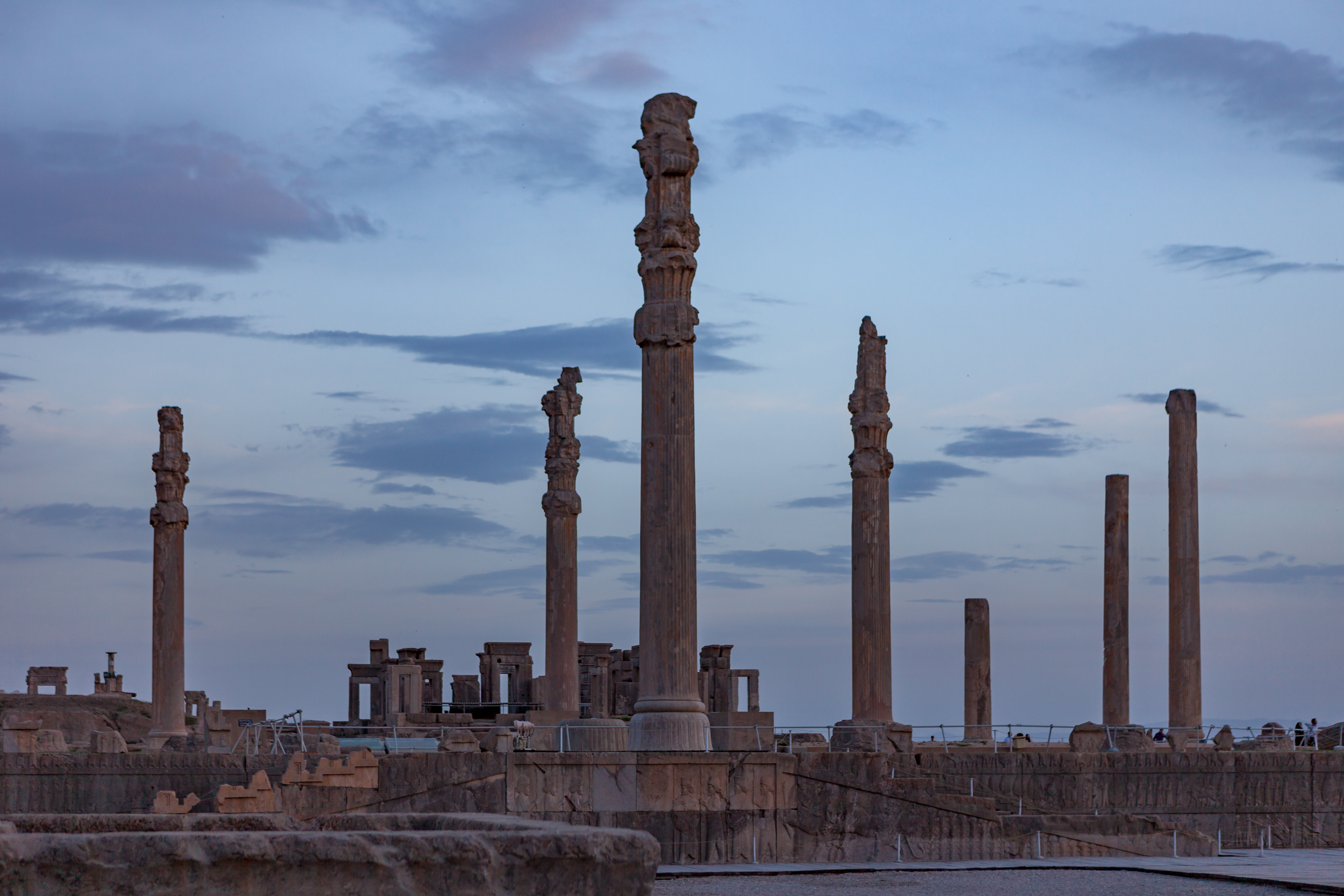
阿帕達納宮遺址。
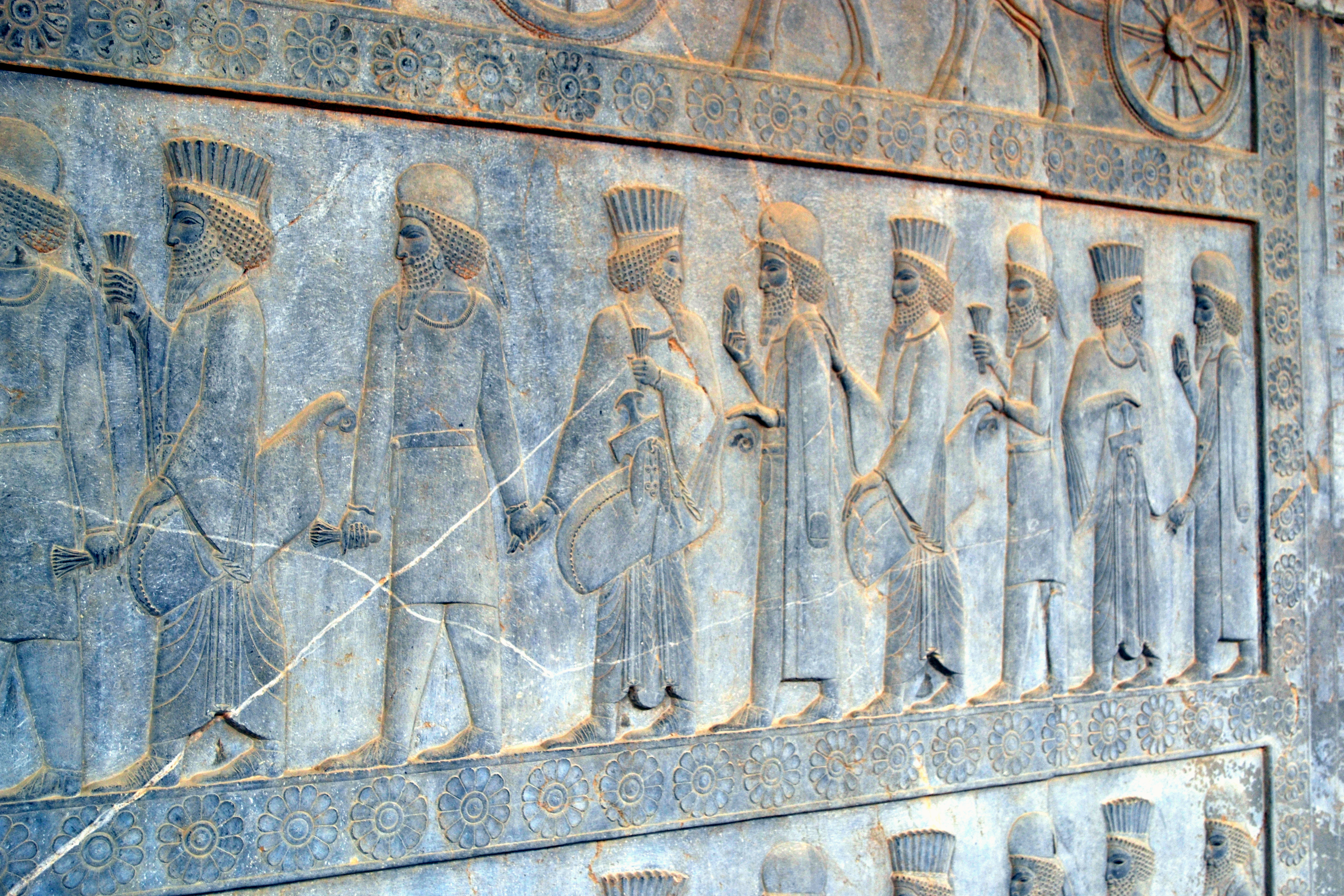
阿帕達納宮，描述米底人和波斯在一起的浮雕。
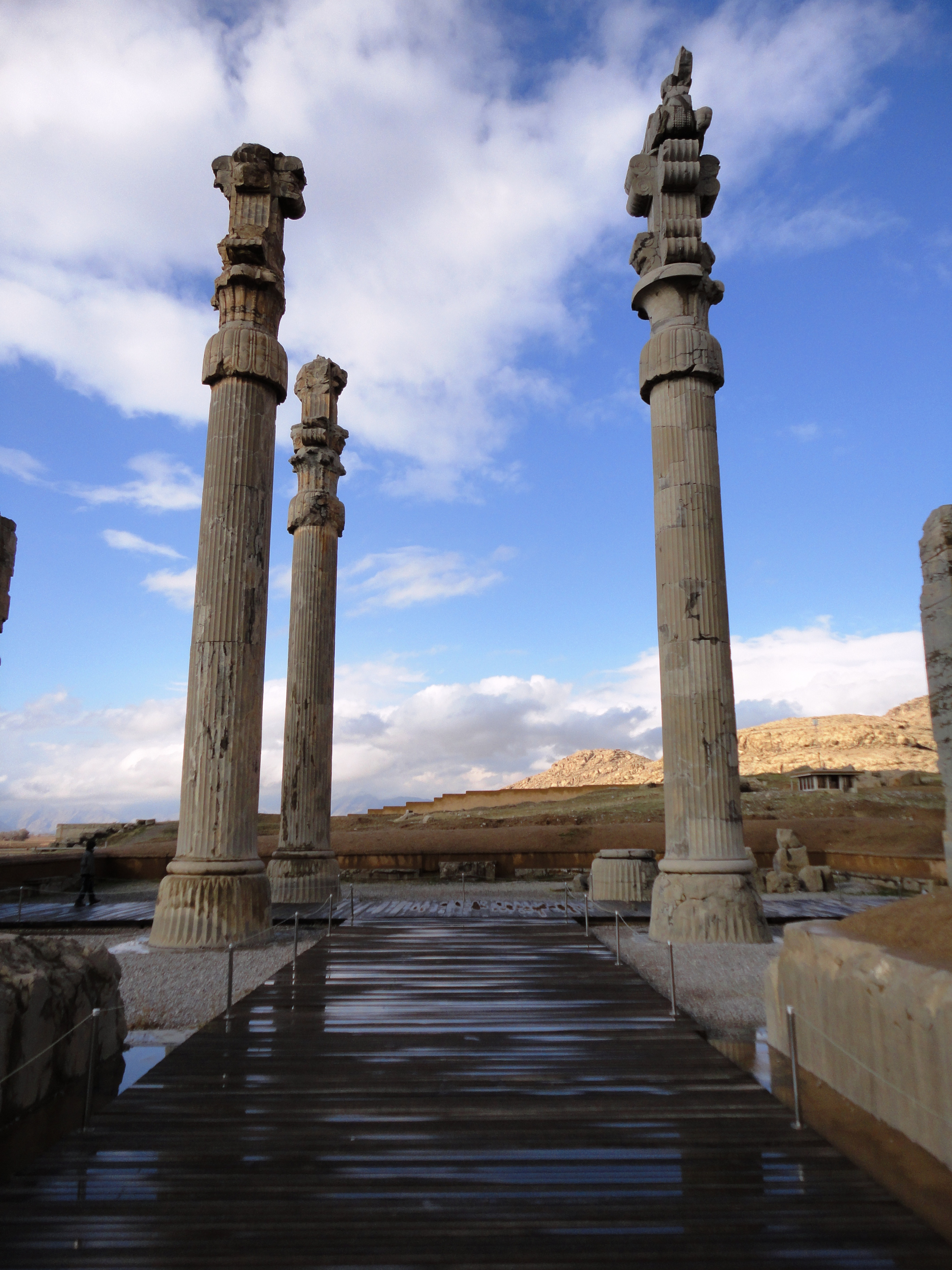
阿帕達納宮，柱子遺跡。
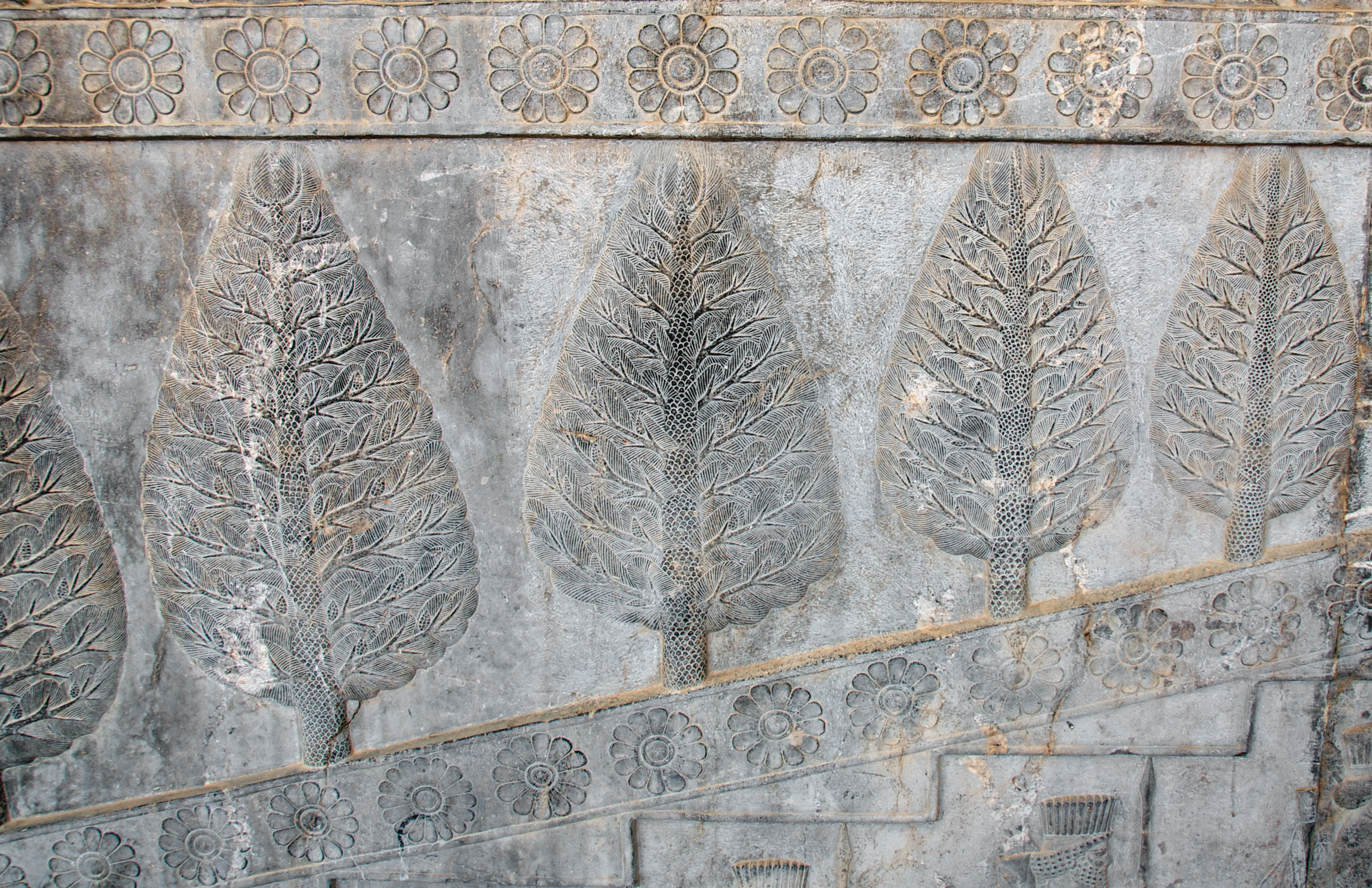
阿帕達納宮，樹和蓮花浮雕。
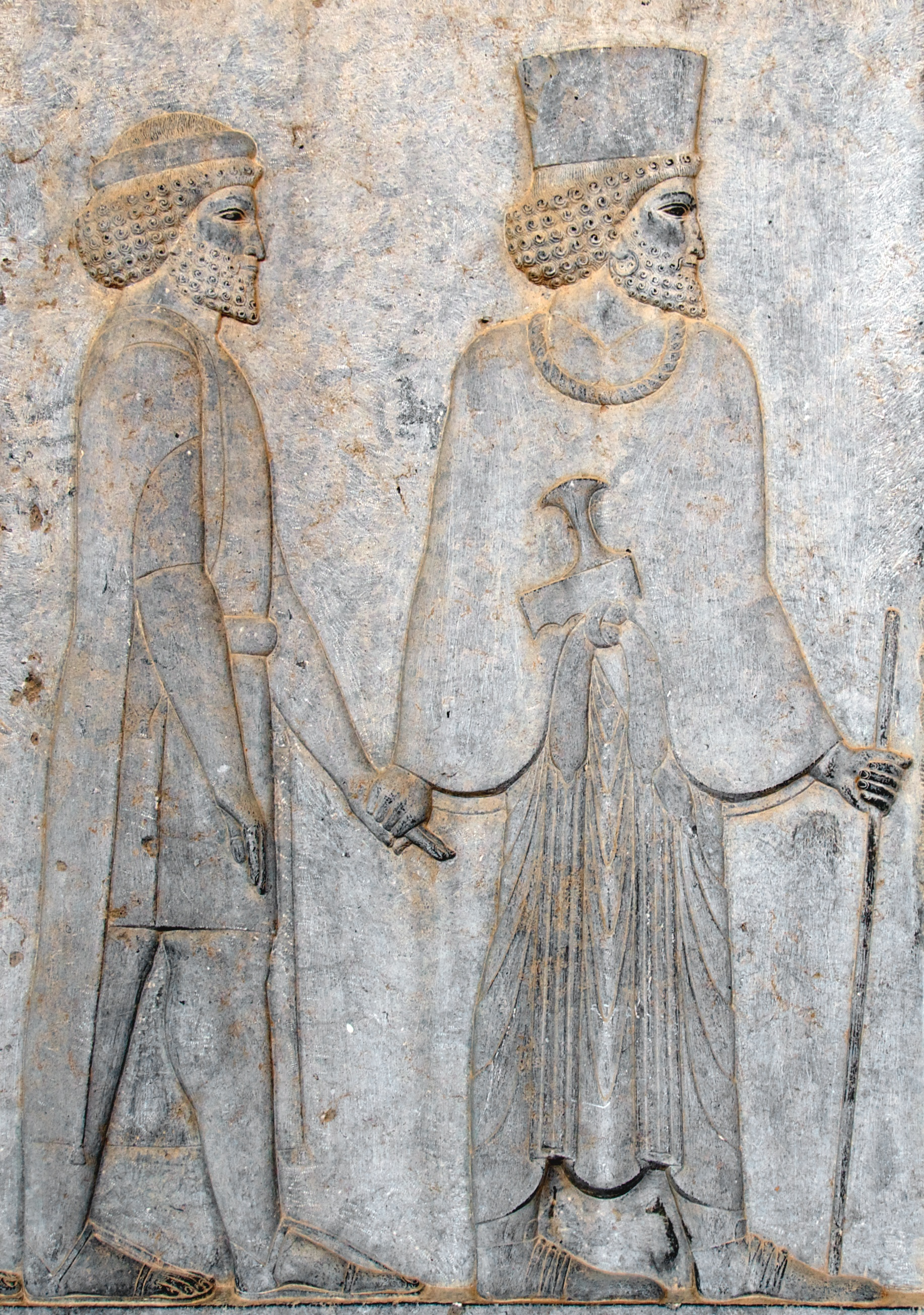
阿帕達納宮，人物浮雕。

#### 阿帕達納宮錢幣寶藏
阿帕達納宮錢幣寶藏是在埋藏在宮內地基的石箱裡面所發現的錢幣寶藏。1933年，埃里希·施密特在發掘遺跡時發現這批錢幣寶藏，有兩個貯存點，都存於發掘出來的石盒裡面。寶藏埋藏時間可追溯到公元前515年。這些錢幣包括八枚輕巧的克羅伊西德金幣、一枚阿布德拉四德拉克馬銀幣、一枚埃伊納島 stater銀幣、和三枚賽普勒斯的雙金屬硬幣。人們發現這些克羅伊西德金幣相當嶄新，確定應該是在阿契美尼德王朝統治時期所鑄造。寶藏中沒有任何大流克金幣和Sigloi硬幣（請參考阿契美尼德錢幣），證明這些典型的阿契美尼德王朝錢幣是直到阿帕達納宮建成之後才開始鑄造。

### 王座大廳（百柱宮）
在阿帕達納宮旁邊的第二大建築，也是最後的建築物，是王座大廳（或稱帝國軍隊榮譽殿堂）。這個兩邊長度约70米的方形大廳，有100根13米高的石柱，因此也稱為百柱宮。由第四代薛西斯一世開始興建，在他的兒子阿爾塔薛西斯一世（公元前五世紀末）時期完成。王座大廳的八個石造門廊，南北兩方有王位浮雕的裝飾，在東西兩方則有描繪國王與怪物作戰的場景。北方門廊兩側有兩隻巨大的石牛。其中一頭公牛的頭顱目前被收藏在芝加哥東方學院。而有一柱子底座收藏在大英博物館。
在薛西斯一世統治初期，王座大廳主要用於接待軍事指揮官和臣服國家的代表。後來，王座大廳成為帝國的博物館。

### 其他宮殿和構築物
其他的宮殿包括有塔迦拉宮，由大流士一世所建造，以及皇家金庫，金庫由大流士一世在公元前510年動工，由薛西斯一世在公元前480年完成。薛西斯一世的哈迪什宮佔據台地的最高處，佇立在岩石雕刻建築的上方。位於山腳下，台地東南角，有議政廳、三門廳、編號D，G，H的三處宮殿、儲藏室、馬厩、和宿舍，還有未完成的通道和一些雜項建築。

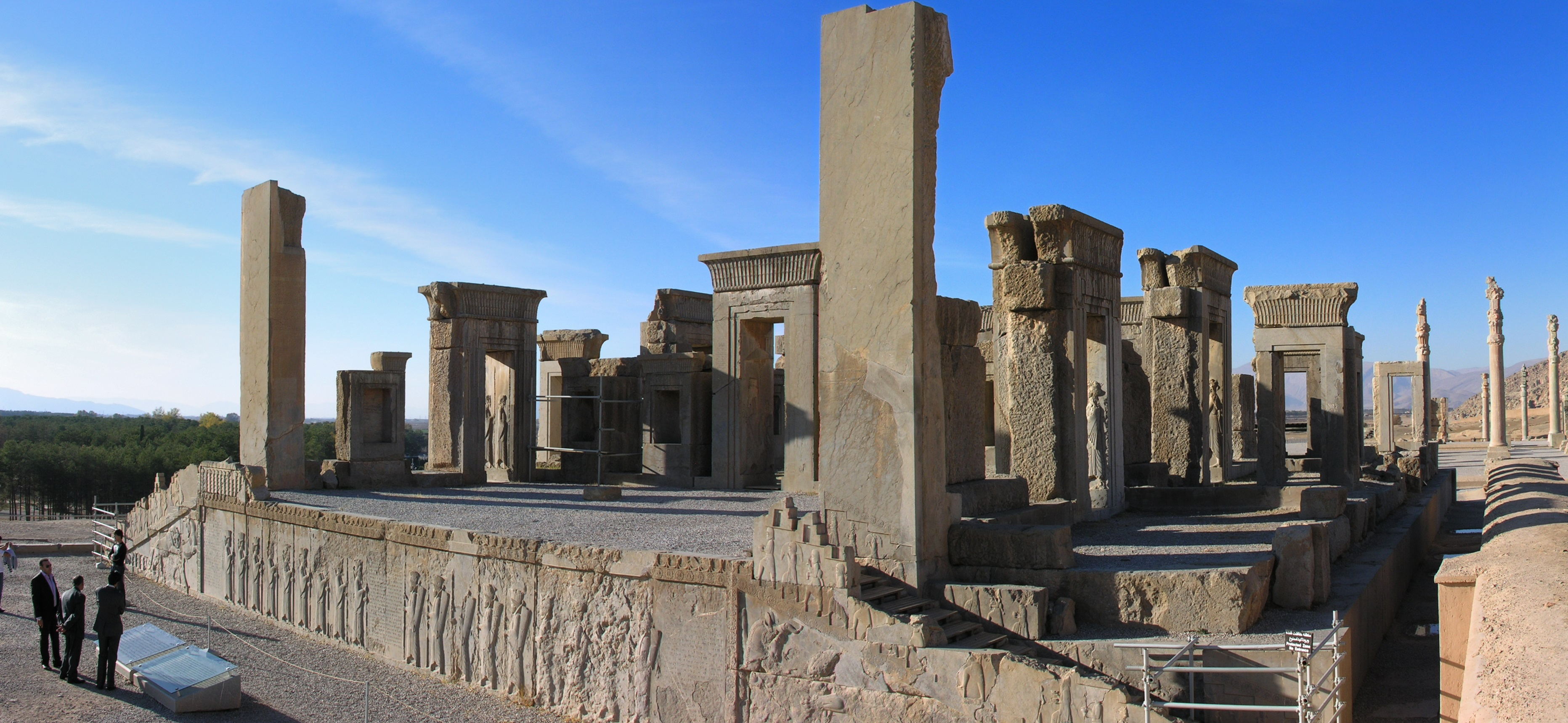
波斯波利斯，塔迦拉宮遺址。
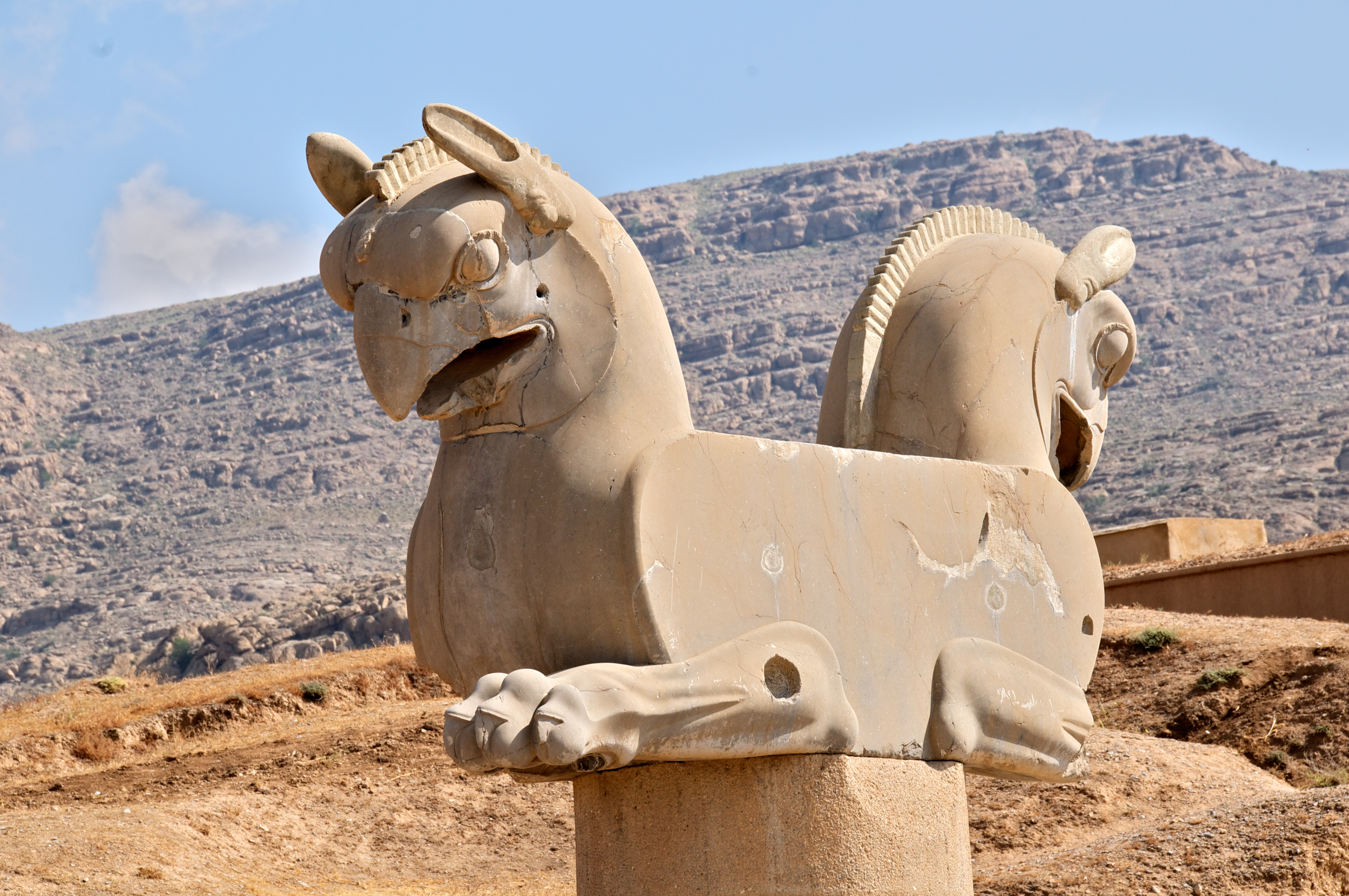
呼瑪（伊朗傳說中的神話鳥）的柱頭雕刻。
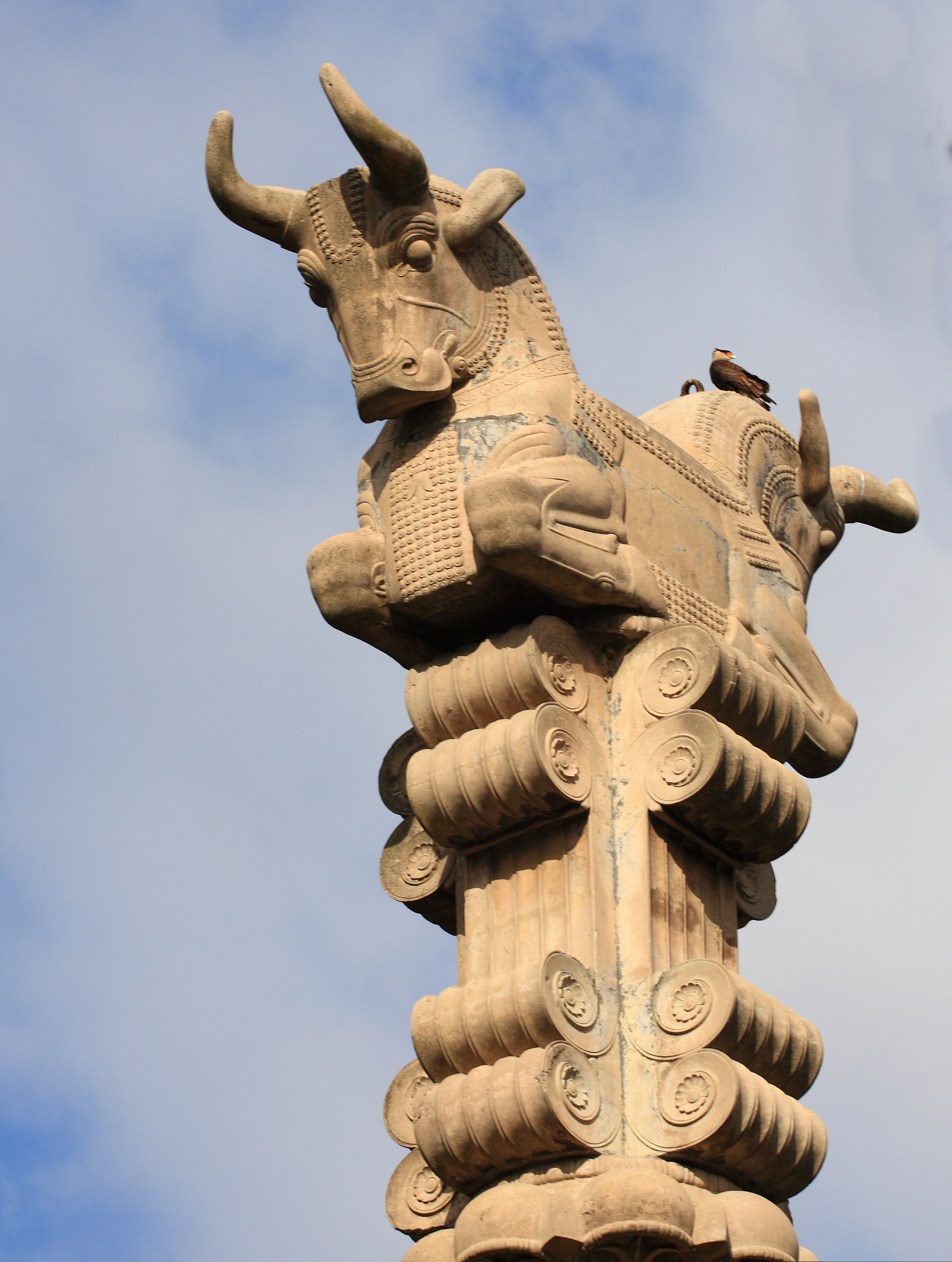
波斯波利斯的公牛柱頭雕刻。
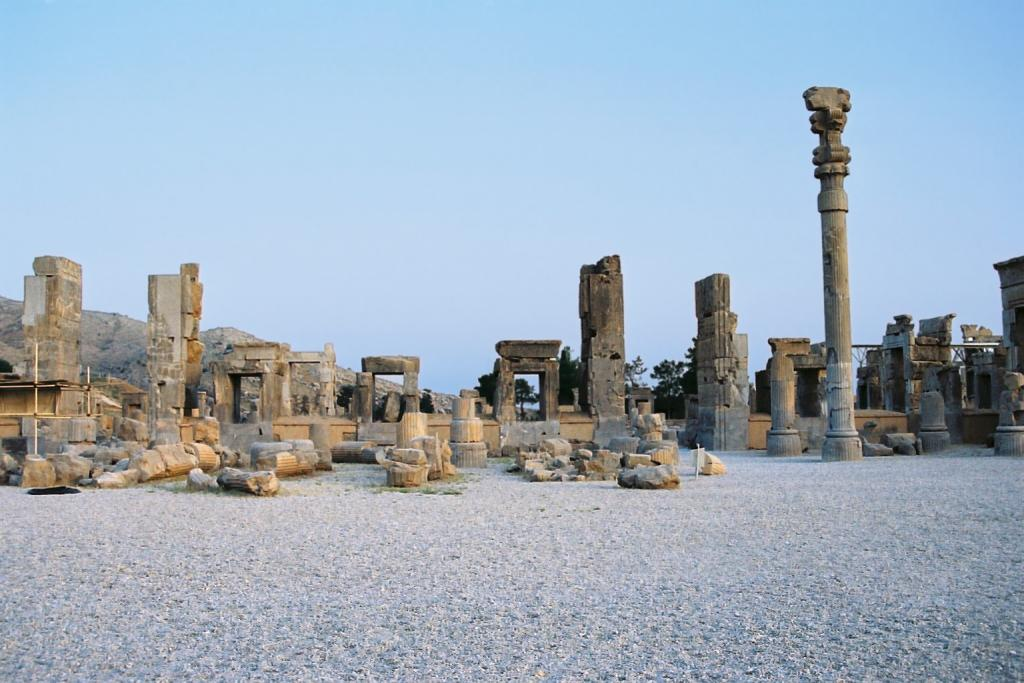
波斯波利斯，百柱宮遺址。

### 墓葬

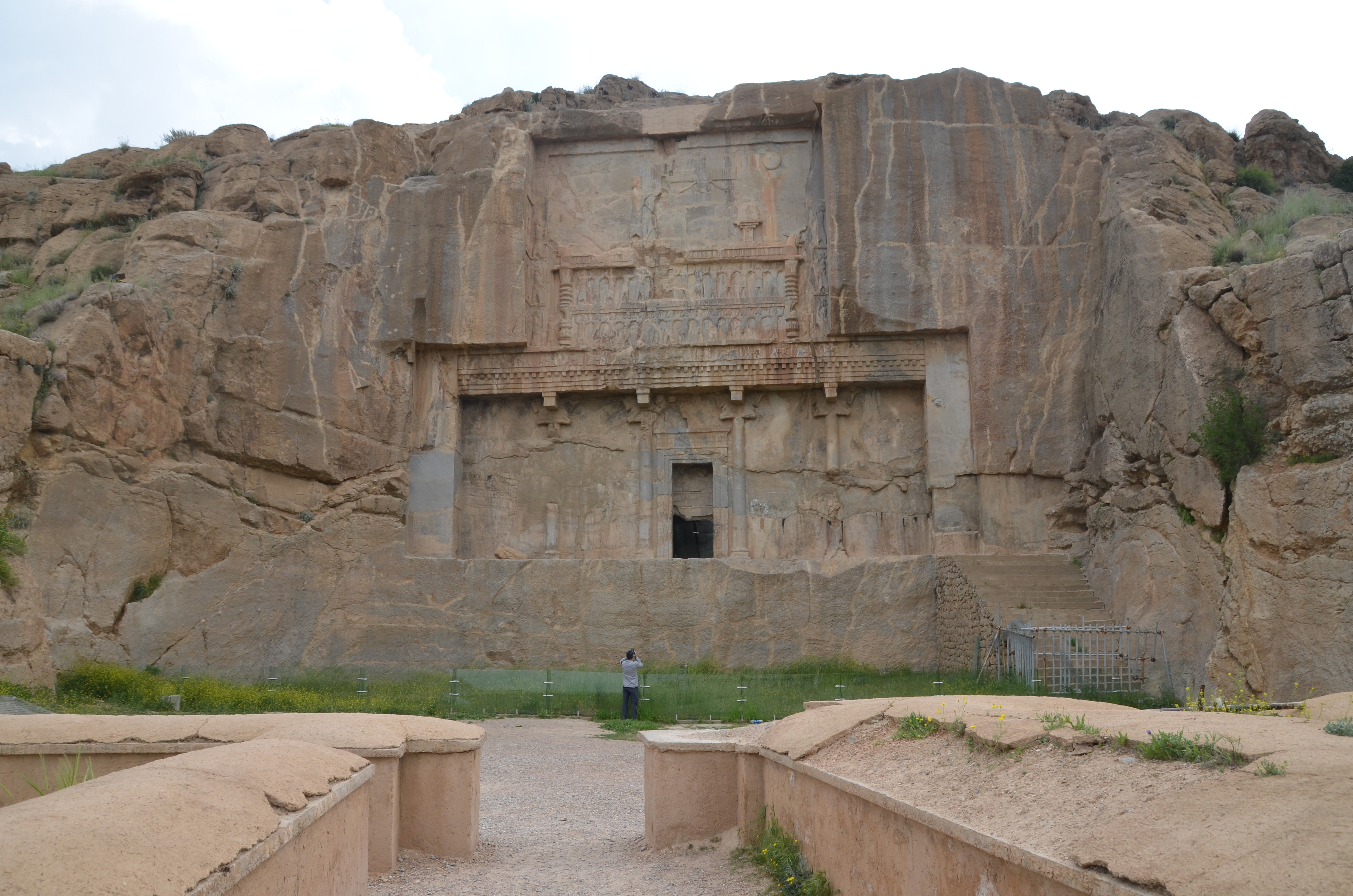
在波斯波利斯的阿爾塔薛西斯二世陵寢。

居魯士大帝被埋葬在帕薩爾加德的說法被人們普遍接受，克特西亞斯稱此地為居魯士大帝的城市。如果岡比西斯二世的遺體確實被“帶回波斯”，那麼他的埋葬地點一定是在父親墓地的旁邊。克特西亞斯認為國王花費一生為自己的墳墓做準備是種習俗。因此，埋葬在纳克什鲁斯塔姆的國王可能是大流士一世、薛西斯一世、阿爾塔薛西斯一世和大流士二世。統治時間很短的薛西斯二世幾乎不可能有此殊榮，而篡位者塞基狄亞努斯的機會更少。波斯波利斯大院後面兩個完整的墳墓應該是屬於阿爾塔薛西斯二世和阿爾塔薛西斯三世的。史學家對於距離城市一公里，尚未完工的墓地，還在辯論是屬於哪位統治者。也許是任期僅為兩年的阿爾塞斯，如果不是他的話，則是大流士三世，據說他的遺體被“帶回波斯”。由於據說亞歷山大大帝已把大流士三世埋葬在波斯波利斯，因此那未完成的墓地有可能是大流士三世的。
離開波斯波利斯走路約需一個小時，在普爾瓦爾河邊的哈吉·阿巴德（Haji Abad）村，有另一批相同風格的廢墟。它們形成一座單一的建築，在900年前時還保持完整，被當時尚存的伊什塔克爾當地作為清真寺使用。

### 古代文字資料

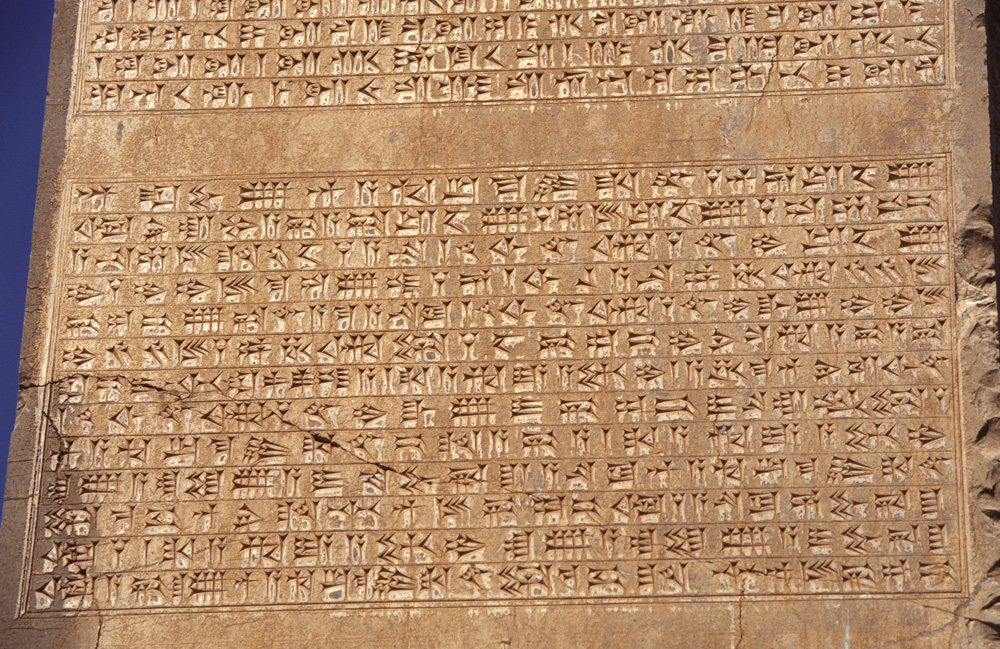
在波斯波利斯發掘出來，薛西斯一世時期以巴比倫尼亞文楔形文字撰寫的銘文。

古代學者對波斯波利斯的相關論述，包括從狄奧多羅斯的歷史叢書第17卷，克來塔卡斯的作品，及希臘散佚歷史片段匯集的節錄如下：
波斯波利斯是波斯王朝首都。亞歷山大把它描述成一個在亞洲，最令人憎恨的城市，除宮殿之外，他任由士兵掠奪。此地是世界最富裕的城市，私人住宅擁有各式各樣的豪華裝潢。馬其頓人衝入其中，逢人就殺，並掠奪他們住所...
歷山大為慶祝勝利而舉行各式慶典。他對神靈奉獻昂貴牲品，並慷慨招待他的朋友。大家在大飽口福之時，就開始縱酒，瘋狂的氣氛籠罩著醉酒的每人。 在此時，一位名叫塔伊絲(Thais)的交際花對亞歷山大說，如果他參加凱旋遊行，縱火焚燒宮殿，同時允許婦女們參與，親手把那些著名的波斯建築焚燒，那將是亞歷山大在亞洲的最高壯舉。那些喝得酩酊大醉的年輕人，有人大聲吶喊，聚集並點燃火把，並敦促所有人為波斯人曾經毀損古希臘神廟而復仇。其他人大呼這是亞歷山大該做的事。當亞歷山大受他們的慫恿，所有人立刻站起，通過傳話，組成了以酒神戴歐尼修斯為名的勝利遊行隊伍。
許多火把迅速聚集，加上參加宴會的女樂師，亞歷山大帶領他們，隨著長笛和喇叭的演奏，進行一項醉酒遊行，塔伊絲(Thais)在隊伍前領導。 塔西絲(Thais)繼亞歷山大之後把火炬扔進宮殿，其他人也跟著做，整個宮殿立即被火舌吞沒。波斯國王薛西斯一世當年對雅典衛城的粗暴行為，終由一名在雅典出生的女人，在多年後以同樣，而且帶著戲虐的方式回報。
第二天，國王召集部隊長官，告訴他們：“沒有哪個城市比這個波斯的古城更加邪惡。 ……他們這樣做，算是為希臘祖先神靈獻祭。”……
但是亞歷山大所有高貴的情操都因貪飲葡萄酒而發生瑕疵。他沉溺於有婦女在側的宴飲，雖說不算罪行，但營妓和武裝軍人廝混的程度是有違常理。
塔伊絲(Thais)自己也喝醉，他宣稱如果國王下令燒毀波斯人的宮殿，會獲得希臘人的愛戴；這是希臘人所期望。塔伊絲(Thais)在此時發表看法，另外酒醉的人立即同意。國王也喝過了頭，他大聲說：“那麼我們為什麼不對這個城市放火來為希臘報仇呢？” 所有人都被酒昏了頭，居然把經過圍城而倖免的城市給放火燒了。國王第一個放火，其他人跟著做。宮殿的主要建材是雪松，很快就著火，大火蔓延開來。駐紮在離城不遠的軍隊看到大火時，以為發生意外，急忙前來預備救火。但是當他們看到亞歷山大領頭放火，他們便把帶來的水丟開，也開始把乾燥的木柴扔到燃燒的建築物上。
這個東方的都城就得到這樣的下場...
馬其頓人為自己的國王在醉酒時，把一座如此著名的城市燒毀而感到羞愧；他們得強迫自己相信，以這種方式來毀滅這個城市的行為是正當的。
克來塔卡斯說塔伊絲(Thais)是引起波斯波利斯宮被火焚燒的原因。亞歷山大死後，這位塔伊絲(Thais)嫁給埃及的第一位國王托勒密。

## 現代事件
1971年，波斯波利斯是巴列維王朝統治下的波斯帝國成立2500周年慶典的主要地點。伊朗在此地集結外國的代表團，以促進伊朗文化和歷史的發展。

### 錫凡德水壩爭議
以附近的錫凡德鎮來命名的錫凡德大壩，在2006年9月19日開始動工興建。這大壩雖然是花費10年的時間規劃，伊朗文化傳統，手工藝及旅遊組織在這段時間仍未意識到將來在最壞的情況下，洪水可能會淹沒的地區。人們開始擔心大壩對波斯波利斯周邊地區的影響。對於有人擔心這個位於帕薩爾加德和波斯波利斯兩地之間的大壩會給予兩個遺址洪水的威脅。參與大壩建設的工程師予以否認，因為這兩個地點都位於計劃的水線之上。而在這兩個地點中，帕薩爾加德反被認為是受到威脅較大的地點。專家們一致認為，伊朗對於未來的大壩項目規劃，事前就該及早對文化資源財產的風險先做研究。
考古學家還擔心，由湖泊引起的濕度增加會加快帕薩爾加德的逐漸破壞。但是，能源部的專家認為，通過控制大壩水位可把這種情況消除。

## 他国博物館展品
波斯波利斯的一個淺浮雕收藏在英國劍橋的菲茨威廉博物館中。最大的浮雕收藏項目則放置在大英博物館中，由在19世紀前往伊朗工作的英國旅行者協助收集。芝加哥東方學院收藏的公牛是這所大學最珍貴的寶物之一（在1930年代發掘而來）。紐約市大都會藝術博物館也收藏有波斯波利斯的物件， 賓夕法尼亞大學考古與人類學博物館也同樣有收藏。里昂美術館和巴黎羅浮宮也有收藏。一名刻有士兵圖像的淺浮雕在1935-36年被挖掘出來後受到侵占，後來被蒙特婁美術館購得，在倫敦和紐約要約出售，但在2018年被送返伊朗。

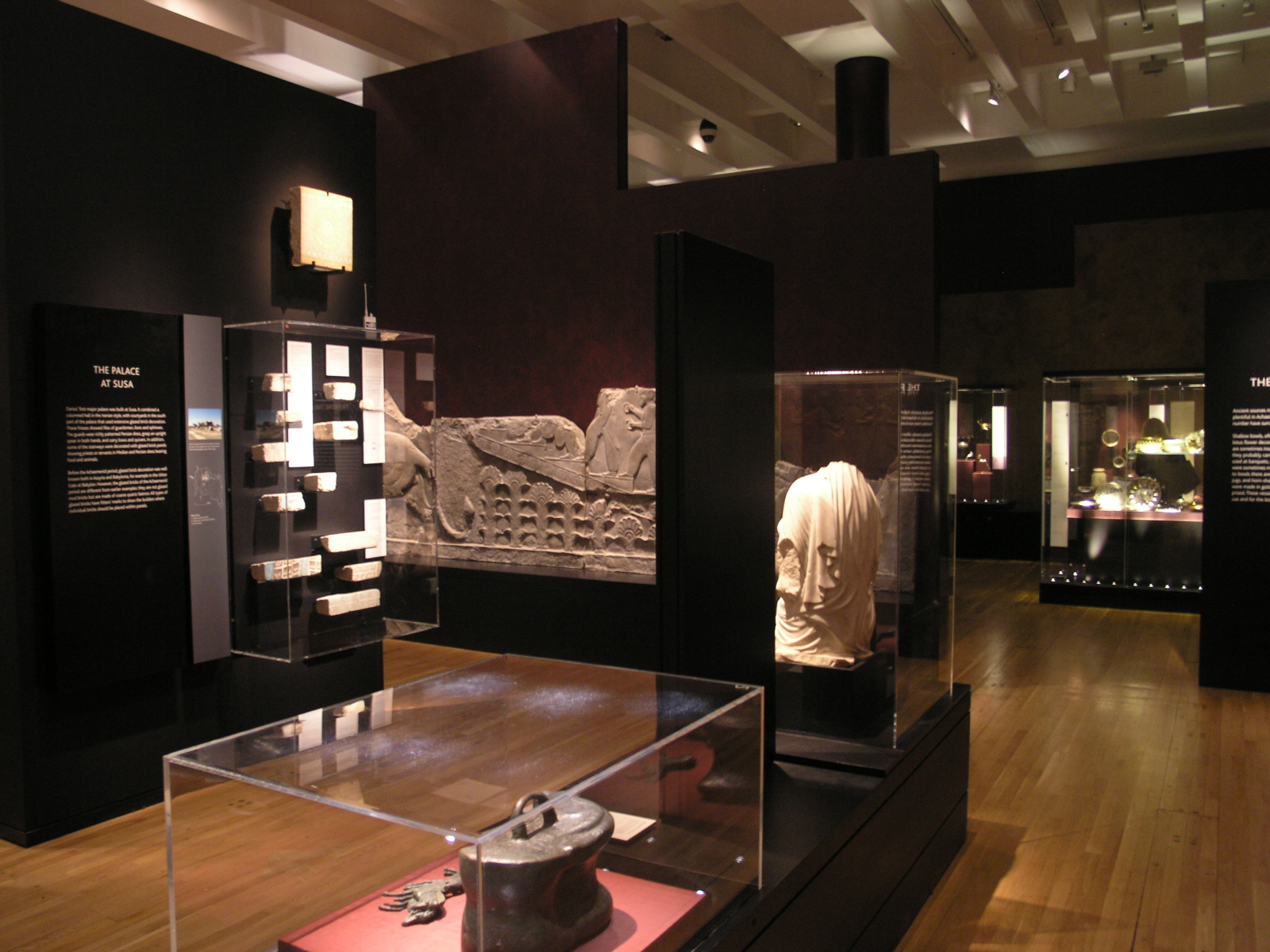
大英博物館“被遺忘的帝國展”。
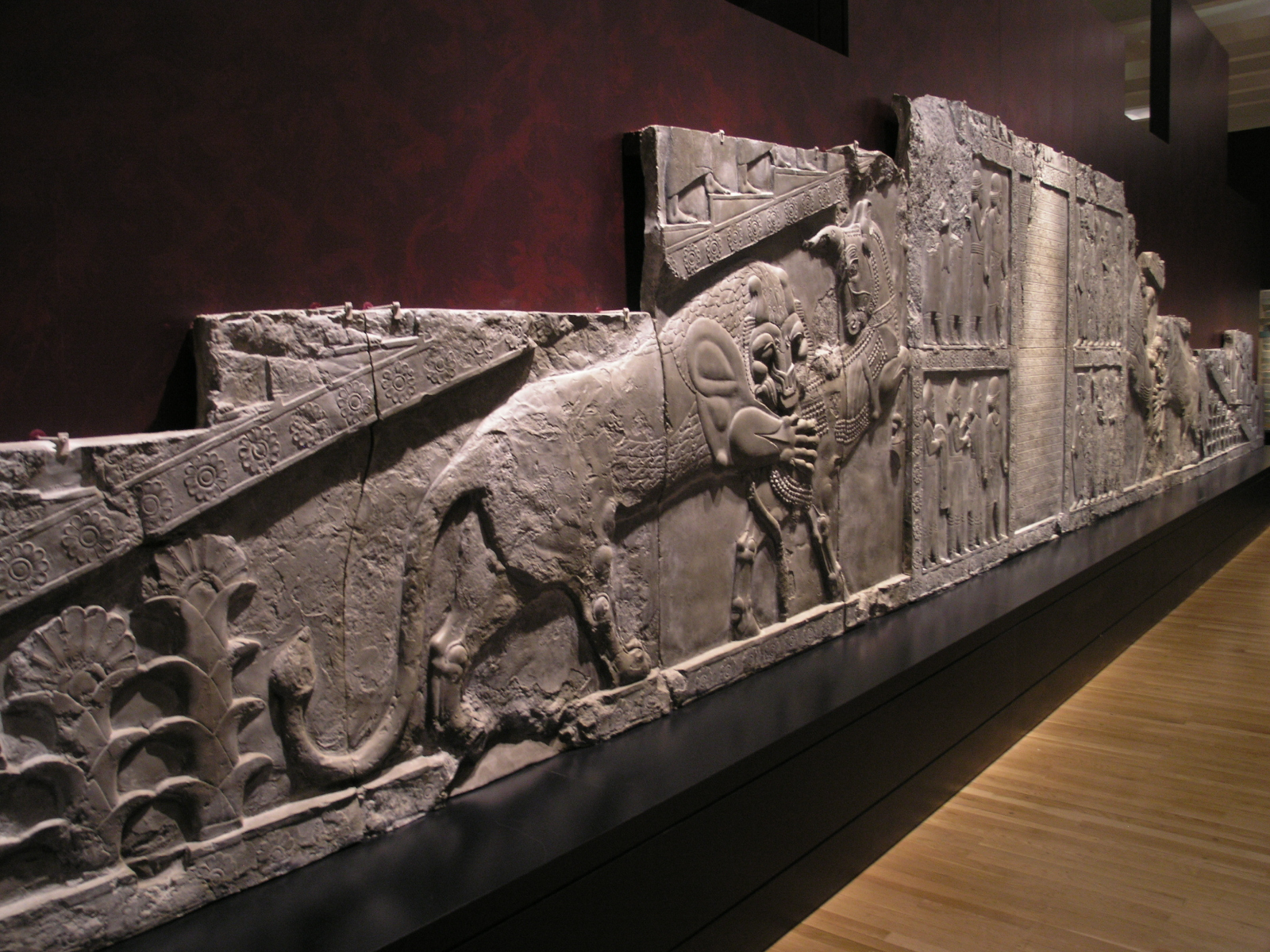
大英博物館“被遺忘的帝國展”。
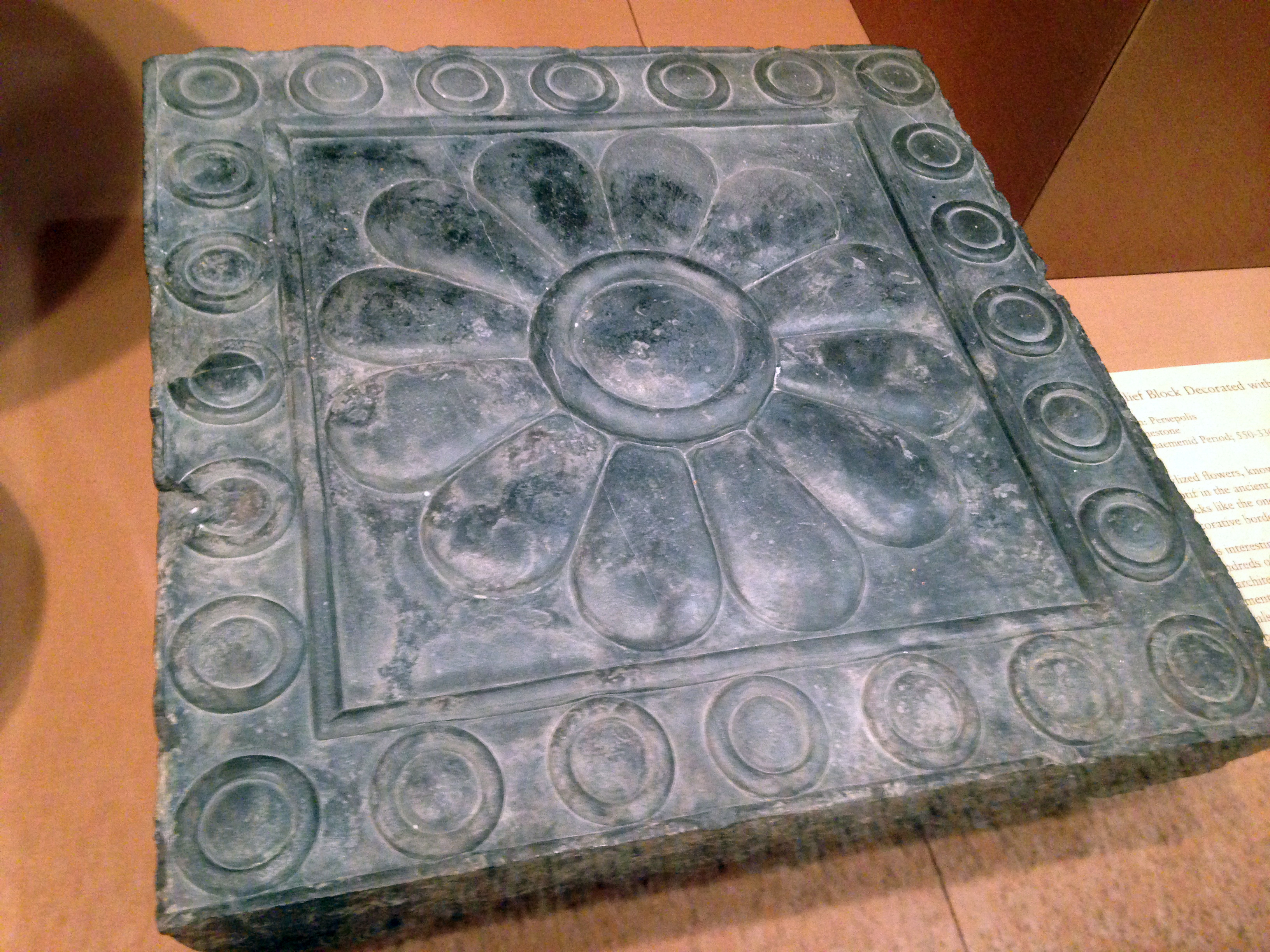
芝加哥大學東方學院收藏的玫瑰岩浮雕。
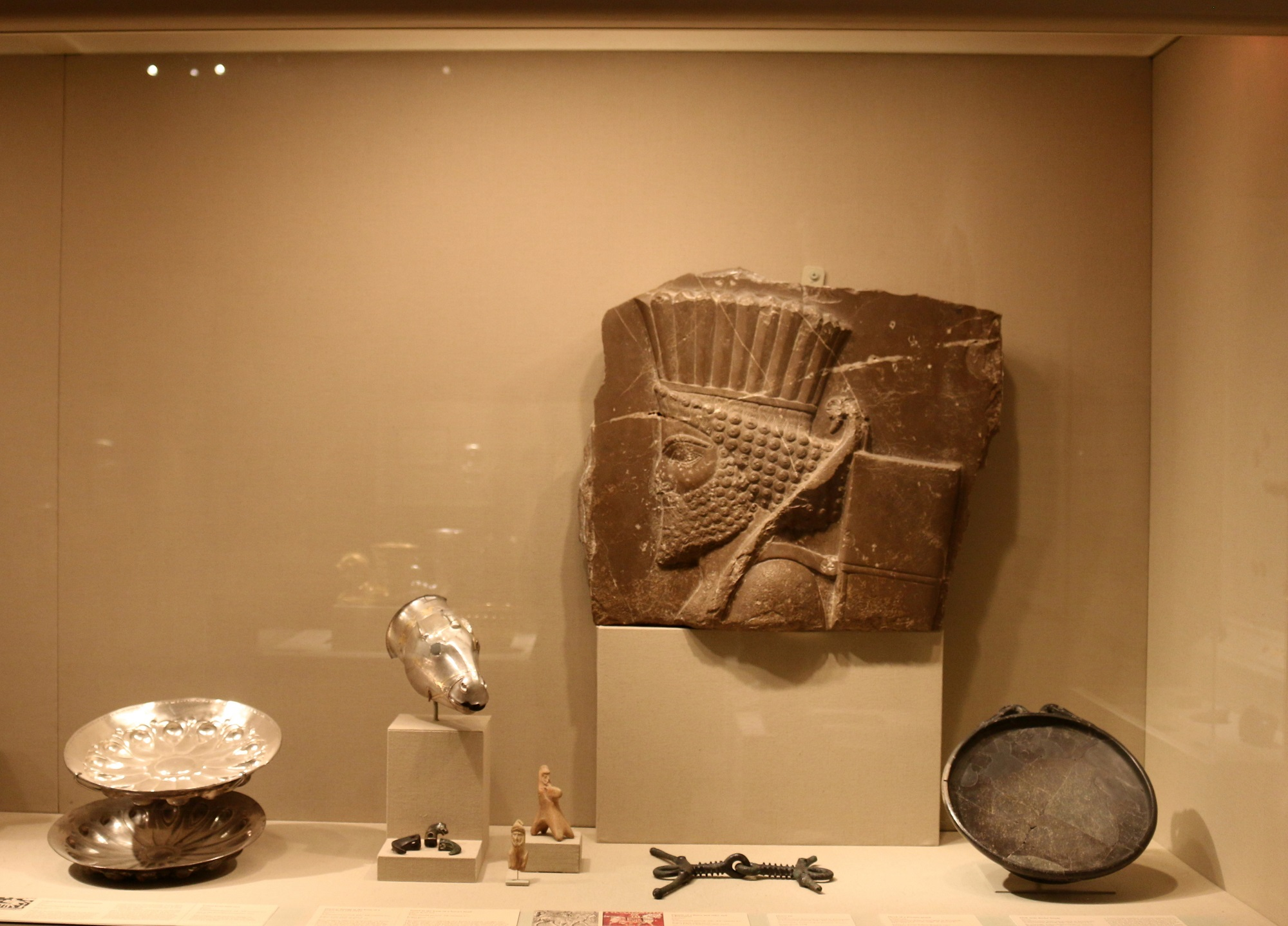
紐約市大都會博物館展覽的阿契美尼德時期器物，包括一項來自波斯波利斯的淺浮雕。

## 外部連結
- Persepolis Before Incursion （页面存档备份，存于） (Virtual tour project)
- Persépolis, French Wikipedia （页面存档备份，存于） （法文）